# Liste der Biografien/Robi
Liste der Biografien |
Portal Biografien |
Personensuche
# |
A |
B |
C |
D |
E |
F |
G |
H |
I |
J |
K |
L |
M |
N |
O |
P |
Q |
R |
S |
T |
U |
V |
W |
X |
Y |
Z |
?
 
Ra |
Rb |
Rd |
Re |
Rh |
Ri |
Rj |
Rk |
Rl |
Rm |
Rn |
Ro |
Rr |
Rs |
Rt |
Ru |
Rv |
Rw |
Rx |
Ry |
Rz
 
Roa |
Rob |
Roc |
Rod |
Roe |
Rof |
Rog |
Roh |
Roi |
Roj |
Rok |
Rol |
Rom |
Ron |
Roo |
Rop |
Roq |
Ror |
Ros |
Rot |
Rou |
Rov |
Row |
Rox |
Roy |
Roz 
 
Roba |
Robb |
Robc |
Robe |
Robi |
Robk |
Robl |
Robm |
Robn |
Robo |
Robr |
Robs |
Robu |
Roby 
Die Liste der Biografien führt alle Personen auf, die in der deutschsprachigen Wikipedia einen Artikel haben. Dieses ist eine Teilliste mit 533 Einträgen von Personen, deren Namen mit den Buchstaben „Robi“ beginnt.

## Robi
- Robi, Alys (1923–2011), kanadische Sängerin

### Robia
- Robiano, Luisa Mary von (1821–1886), deutsche Schriftstellerin

### Robic
- Robič, Franc (1841–1913), österreichischer Politiker
- Robić, Ivo (1923–2000), jugoslawischer SchlagersängerIvo Robić (1923–2000)

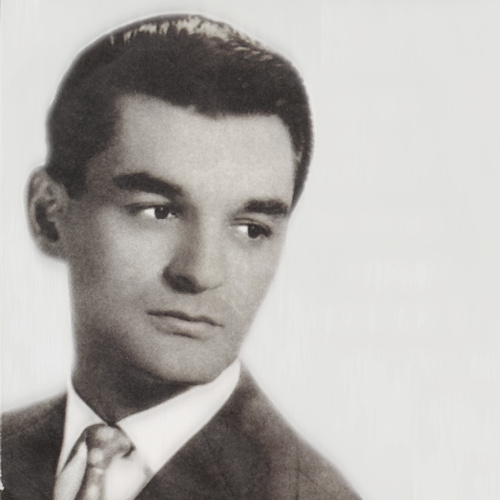
Ivo Robić (1923–2000)

- Robic, Jean (1921–1980), französischer Radrennfahrer
- Robič, Jure (1965–2010), slowenischer Radrennfahrer
- Robič, Miha (1993–2021), slowenischer Fußballspieler
- Robič, Sašo (1967–2010), Skirennläufer
- Robichaud, Audrey (* 1988), kanadische Freestyle-Skisportlerin
- Robichaud, Hédard (1911–1999), kanadischer Politiker
- Robichaud, Louis (1925–2005), kanadischer Politiker
- Robichaud, Norbert (1905–1979), kanadischer Geistlicher, römisch-katholischer Erzbischof von Moncton
- Robichaux, Joe (1900–1965), US-amerikanischer Jazz-Pianist
- Robichaux, John (1866–1939), US-amerikanischer Bandleader, Schlagzeuger und Violinist des New Orleans Jazz
- Robichez, Jacques (1914–1999), französischer Literaturwissenschaftler, Theaterwissenschaftler, Romanist und Hochschullehrer
- Robichon, Suzette (* 1947), französische Herausgeberin und feministische Aktivistin
- Robichon, Zacharie (* 1992), kanadischer Autorennfahrer

### Robid
- Robida, Albert (1848–1926), französischer Schriftsteller, Zeichner, Maler, Karikaturist und Journalist
- Robidas, Stéphane (* 1977), kanadischer Eishockeyspieler, -trainer und -funktionär
- Robidoux, Alain (* 1960), kanadischer Snookerspieler
- Robidoux, Omer Alfred (1913–1986), kanadischer Ordensgeistlicher, römisch-katholischer Bischof von Churchill-Hudson Bay

### Robie
- Robie, Carl (1945–2011), US-amerikanischer Schwimmer
- Robie, Frederick (1822–1912), US-amerikanischer Politiker
- Robie, Frederick junior (1893–1964), US-amerikanischer Politiker
- Robie, Reuben (1799–1872), US-amerikanischer Politiker
- Robie, Wendy (* 1953), US-amerikanische SchauspielerinWendy Robie (* 1953)

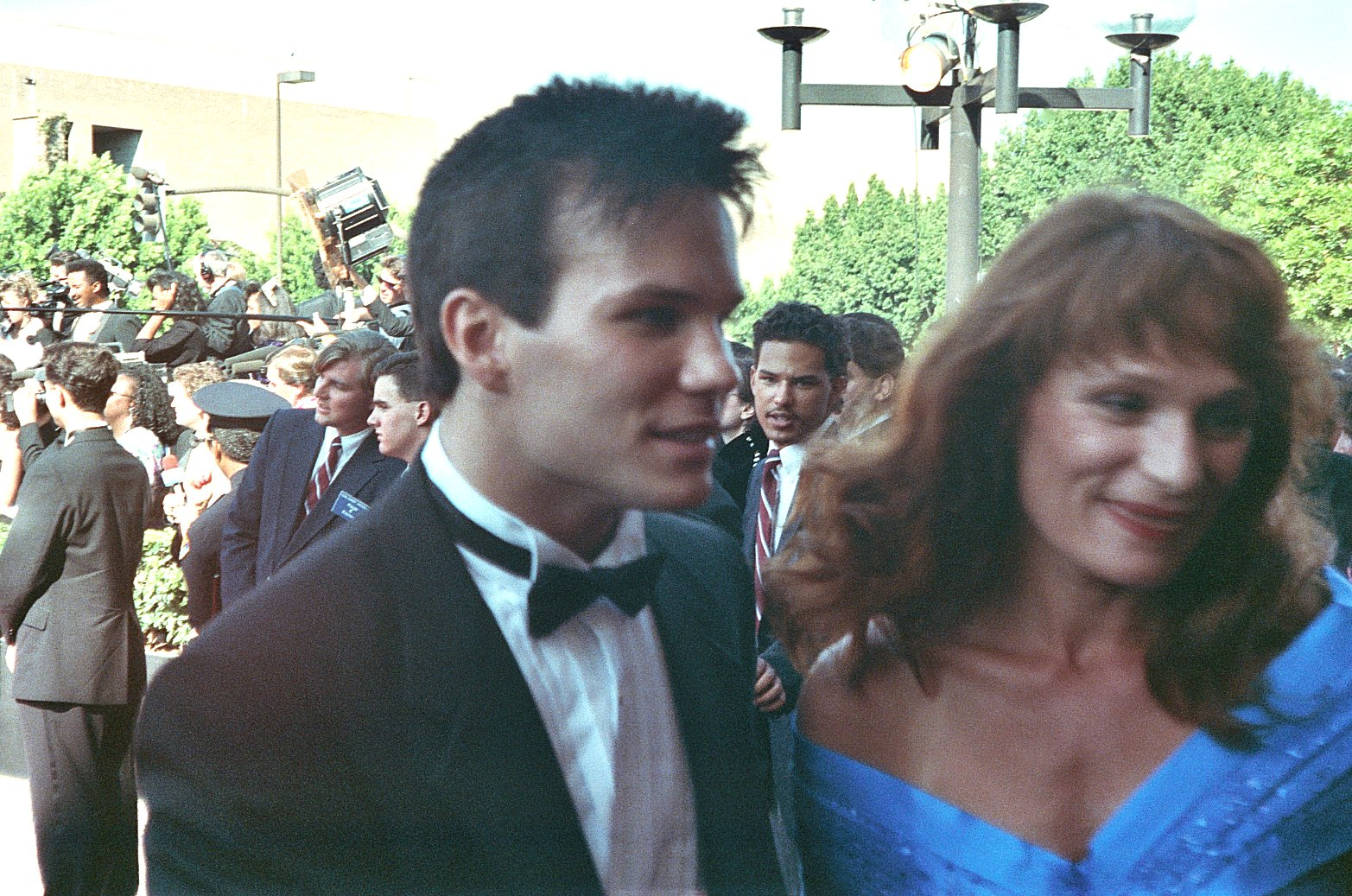
Wendy Robie (* 1953)

- Robien, Gilles de (* 1941), französischer Politiker (UDF), Mitglied der Nationalversammlung
- Robien, Paul (* 1882), deutscher Ornithologe, linksgerichteter Naturschützer und Umweltaktivist
- Robieux, Jean (1925–2012), französischer Physiker

### Robij
- Robijn, Jonathan (* 1970), belgischer Schriftsteller
- Robijns, Henk (1883–1959), niederländischer Karambolagespieler

### Robil
- Robilant, Carlo Felice Nicolis di (1826–1888), italienischer General und Staatsmann
- Robilius Flaccus, Titus, antiker römischer Toreut
- Robilius Sitius, Tiberius, antiker römischer Toreut
- Robillard d’Avrigny, Hyacinthe (1675–1719), französischer Historiker
- Robillard, Duke (* 1948), US-amerikanischer Bluessänger und -gitarrist
- Robillard, Janique L., US-amerikanische Filmproduzentin, Filmregisseurin und Dokumentarfilmerin
- Robillard, Kim (* 1955), US-amerikanischer Schauspieler
- Robillard, Mélanie (* 1982), deutsche Curlerin
- Robillard-Millette, Charlotte (* 1999), kanadische Tennisspielerin
- Robiller, Franz (* 1940), deutscher Nuklearmediziner und Ornithologe
- Robilliard, Louis (* 1939), französischer Organist und Hochschullehrer

### Robin
- Robin de Romans, französischer Maler in Avignon
- Robin, Albert (1847–1928), französischer Arzt, Kunstsammler und Mäzen
- Robin, Armand (1912–1961), französischer Schriftsteller und Übersetzer
- Robin, Arnold (* 1984), französischer Autorennfahrer
- Robin, Arthur (1927–2023), französischer Bodybuilder und Mister Universum
- Robin, Bernard (* 1949), französischer Autorennfahrer
- Robin, Charles César, französischer Schriftsteller und Finanzfachmann
- Robin, Charles-Philippe (1821–1885), französischer Biologe und Histologe
- Robin, Christel (* 1987), französische Triathletin
- Robin, Damien (* 1989), französischer Fußballspieler
- Robin, Daniel (1943–2018), französischer Ringer
- Robin, Dany (1927–1995), französische Schauspielerin
- Robin, Denis (* 1979), französischer Radrennfahrer
- Robin, Diane (* 1956), US-amerikanische Schauspielerin
- Robin, Françoise (* 1968), französische Tibetologin und Hochschullehrerin
- Robin, Gabriel (1902–1970), französischer Maler
- Robin, Georg (1522–1592), flämischer Architekt
- Robin, Gordon de Quetteville (1921–2004), australischer Glaziologe
- Robin, Jean (1550–1629), französischer Apotheker und Hofgärtner
- Robin, Jean (1921–2004), französischer Fußballspieler und -trainer
- Robin, Jean-Baptiste (* 1976), französischer Komponist und Organist
- Robin, Jean-Cyril (* 1969), französischer Radrennfahrer
- Robin, Jean-François (* 1943), französischer Kameramann
- Robin, Jules (1879–1957), französischer Autorennfahrer
- Robin, Leo (1900–1984), US-amerikanischer Komponist und Textdichter
- Robin, Léon (1866–1947), französischer Philosoph
- Robin, Mado (1918–1960), französische Opernsängerin (Koloratursopran)
- Robin, Marie-Monique (* 1960), französische Dokumentarfilmerin und investigative Journalistin
- Robin, Marthe (1902–1981), französische Mystikerin
- Robin, Maxime (* 1999), französischer Autorennfahrer
- Robin, Michel (1930–2020), französischer Schauspieler
- Robin, Mickaël (* 1985), französischer Handballspieler
- Robin, Muriel (* 1955), französische Komikerin und SchauspielerinMuriel Robin (* 1955)

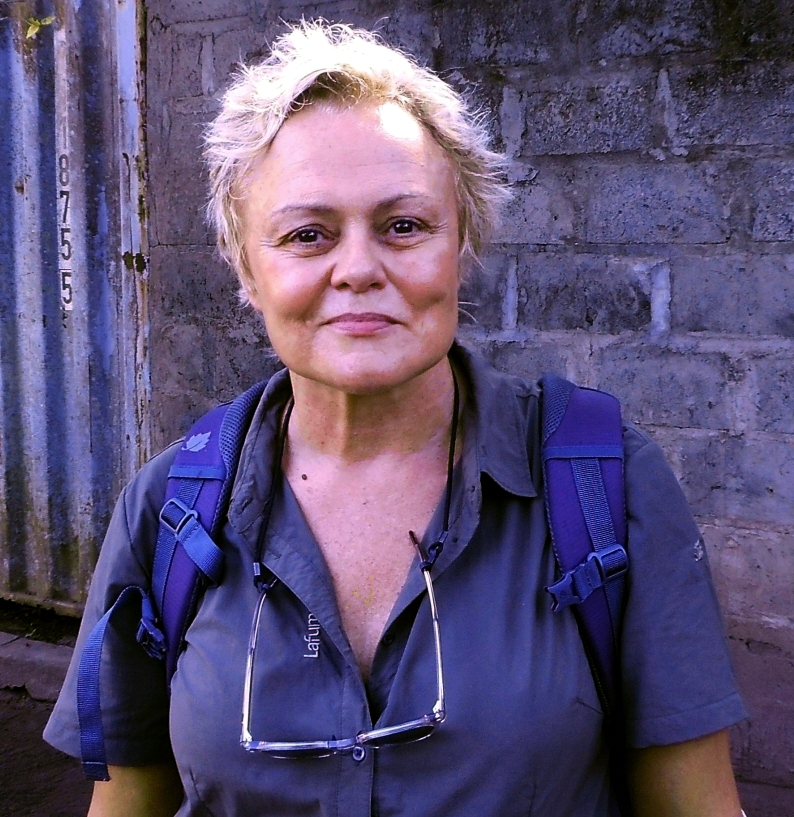
Muriel Robin (* 1955)

- Robin, Paul (1837–1912), französischer Reformpädagoge
- Robin, Pierre (* 1982), französischer Judoka
- Robin, Sid (1912–1985), US-amerikanischer Textdichter und Komponist der Tin Pan Alley-Ära
- Robin, Vespasien (1579–1662), französischer Botaniker
- Robin-Winn, Marlena (1947–2024), deutsche Medizinerin, Ärztefunktionärin und Kommunalpolitikerin

#### Robine
- Robiné, Larissa (1918–2004), deutsche Übersetzerin ukrainischer Herkunft
- Robiné, Nadja (* 1980), deutsche Schauspielerin
- Robineau, Adelaide Alsop (1865–1929), amerikanische Porzellanmalerin und Keramikerin
- Robineau, Paul, französischer Ruderer
- Robinet, Arnaud (* 1975), französischer Politiker, Mitglied der Nationalversammlung
- Robinet, Isabelle (1932–2000), französische Sinologin und Daoismus-Forscherin
- Robinet, Jayrôme C. (* 1977), Schriftsteller, Spoken-Word-Künstler und Übersetzer
- Robinet, Jean-Baptiste-René (1735–1820), französischer Naturphilosoph
- Robinett, Stephen (1941–2004), amerikanischer Schriftsteller
- Robinett, Warren (* 1951), US-amerikanischer Computerspiele Designer

#### Robinh
- Robinho (* 1984), brasilianischer FußballspielerRobinho (* 1984)

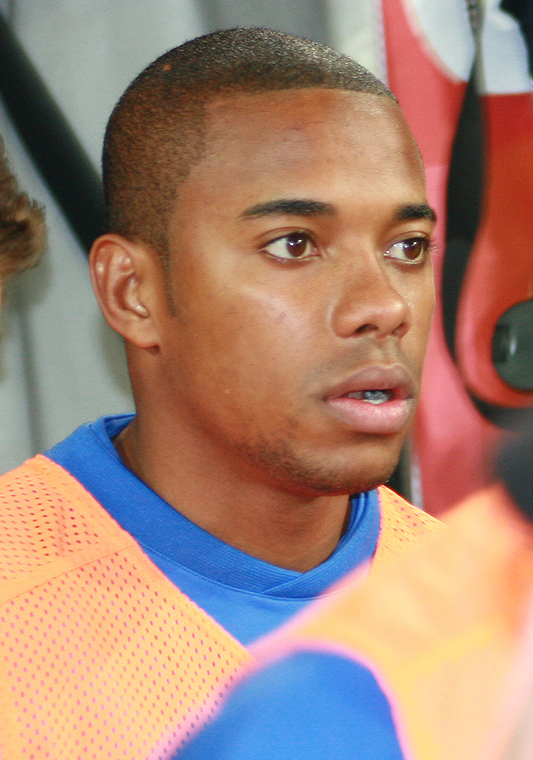
Robinho (* 1984)

- Robinho (* 1987), brasilianischer Fußballspieler

#### Robini
- Robini, Christian (1946–2001), französischer Radrennfahrer

#### Robinn
- Robinne, Gabrielle (1886–1980), französische Theater- und Filmschauspielerin

#### Robino
- Robinot, Alexandre (* 1995), französischer Tischtennisspieler
- Robinot, Quentin (* 1993), französischer Tischtennisspieler
- Robinow, Hermann (1837–1922), deutscher Kaufmann und Politiker, MdHB
- Robinow, Richard (1867–1945), deutscher Rechtsanwalt
- Robinow, Siegmund (1808–1870), Hamburger Kaufmann und Abgeordneter
- Robinow, Walter (1867–1938), deutscher Schachfunktionär

#### Robins
- Robins Pennell, Elizabeth (1855–1936), US-amerikanische Autorin
- Robins, Benjamin (1707–1751), britischer Ingenieur
- Robins, Bobby (* 1981), US-amerikanischer Eishockeyspieler und -trainer
- Robins, C. Richard (1928–2020), US-amerikanischer Hochschullehrer, Umweltschützer und Ichthyologe
- Robins, Charles A. (1884–1970), US-amerikanischer Politiker
- Robins, Denise (1897–1985), britische Schriftstellerin
- Robins, Elizabeth (1862–1952), US-amerikanische Schauspielerin, Schriftstellerin und Frauenrechtlerin
- Robins, Emily (* 1989), neuseeländische Schauspielerin und Sängerin
- Robins, Jessie (1905–1991), britische Schauspielerin
- Robins, Laila (* 1959), US-amerikanische Schauspielerin
- Robins, Lee (1922–2009), US-amerikanische psychiatrische Epidemiologin
- Robins, Mark (* 1969), englischer Fußballspieler und -trainer
- Robins, Oliver (* 1971), US-amerikanischer Schauspieler und Regisseur
- Robins, Thomas (1868–1957), amerikanischer Erfinder und Hersteller
- Robins, Thomas, neuseeländischer Schauspieler
- Robins, Zoë (* 1993), neuseeländische Schauspielerin

##### Robinso

###### Robinsoh
- Robinsohn, Hans (1897–1981), deutscher Widerstandskämpfer gegen den Nationalsozialismus
- Robinsohn, Saul B. (1916–1972), deutscher Pädagoge

###### Robinson, A
- Robinson, Abigail (* 1998), britische Parakletterin
- Robinson, Abraham (1918–1974), US-amerikanischer Mathematiker deutscher Herkunft und Mitbegründer der Nichtstandardanalysis
- Robinson, Adolf (1838–1920), österreichischer Opernsänger (Bariton) und Gesangslehrer
- Robinson, Adrian (* 2000), Schwimmer, der für Botswana antritt
- Robinson, Agnes Mary Frances (1857–1944), britische Dichterin, Schriftstellerin, Essayistin, Literaturkritikerin und Übersetzerin
- Robinson, Al (1947–1974), US-amerikanischer Boxer
- Robinson, Alice (* 2001), neuseeländische Skirennläuferin
- Robinson, Allen (* 1993), US-amerikanischer Footballspieler
- Robinson, Amelia Boynton (1911–2015), Persönlichkeit der US-amerikanischen Bürgerrechtsbewegung
- Robinson, Aminah (1940–2015), US-amerikanische Künstlerin
- Robinson, Anastasia († 1755), englische Opernsängerin (Sopran, Alt)
- Robinson, Andre (* 2004), US-amerikanischer Schauspieler und Synchronsprecher
- Robinson, Andrew (* 1942), US-amerikanischer SchauspielerAndrew Robinson (* 1942)

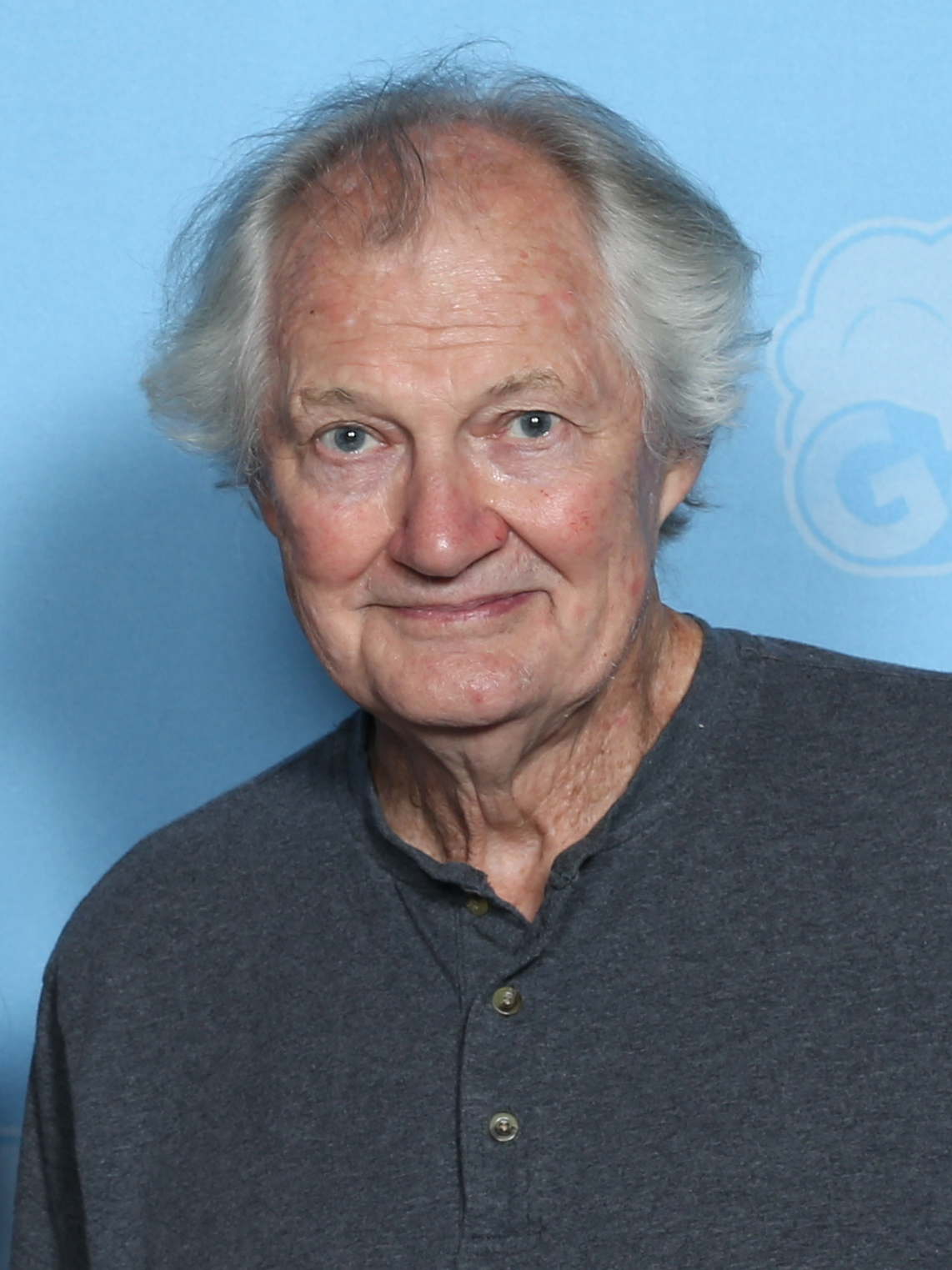
Andrew Robinson (* 1942)

- Robinson, Angela (* 1971), US-amerikanische Filmregisseurin
- Robinson, Ann (* 1929), US-amerikanische Schauspielerin
- Robinson, Anne (* 1944), britische Journalistin und Fernsehmoderatorin
- Robinson, Annot (1874–1925), britische Frauenrechtlerin und Pazifistin
- Robinson, Antonee (* 1997), US-amerikanisch-englischer Fußballspieler
- Robinson, Armin L. (1900–1985), österreichischer Musikverleger und Textdichter
- Robinson, Arnie (1948–2020), US-amerikanischer Weitspringer und Olympiasieger
- Robinson, Arthur H. (1915–2004), US-amerikanischer Kartograf
- Robinson, Arthur N. R. (1926–2014), trinidadischer Premierminister
- Robinson, Arthur Raymond (1881–1961), US-amerikanischer Politiker
- Robinson, Ashley (* 1982), US-amerikanische Basketballspielerin
- Robinson, Austin (1897–1993), britischer Ökonom

###### Robinson, B
- Robinson, Barbara (1927–2013), US-amerikanische Schriftstellerin
- Robinson, Barry (* 1949), britischer Autorennfahrer
- Robinson, Basil (1915–1992), jamaikanischer Polizeichef
- Robinson, Benjamin C., US-amerikanischer Filmtechniker und Erfinder bei 20th Century Fox
- Robinson, Benjamin Lincoln (1864–1935), US-amerikanischer Botaniker
- Robinson, Bernard (1912–1970), britischer Filmarchitekt
- Robinson, Bertram Fletcher (1870–1907), englischer Sportler, Journalist, Autor und Aktivist der Liberal Unionist Party
- Robinson, Betty (1911–1999), US-amerikanische SprinterinBetty Robinson (1911–1999)

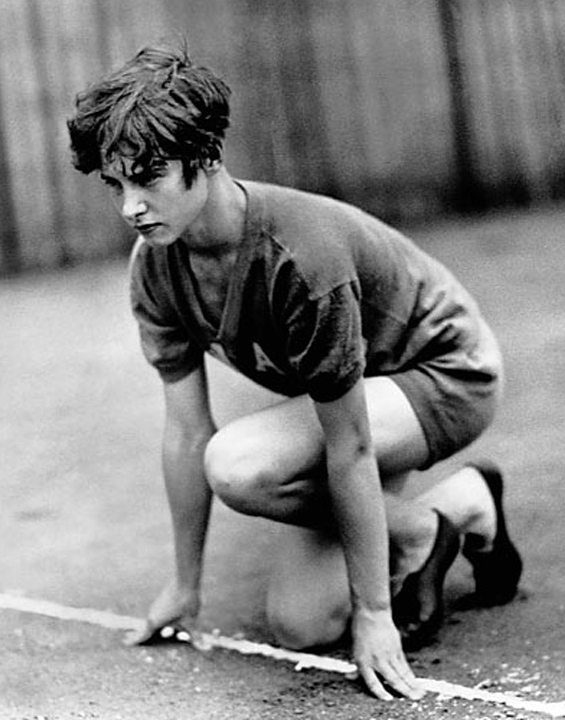
Betty Robinson (1911–1999)

- Robinson, Beverley (* 1974), britische Biathletin
- Robinson, Bijan (* 2002), US-amerikanischer American-Football-Spieler
- Robinson, Bill (1878–1949), US-amerikanischer Stepptänzer und SchauspielerBill Robinson (1878–1949)

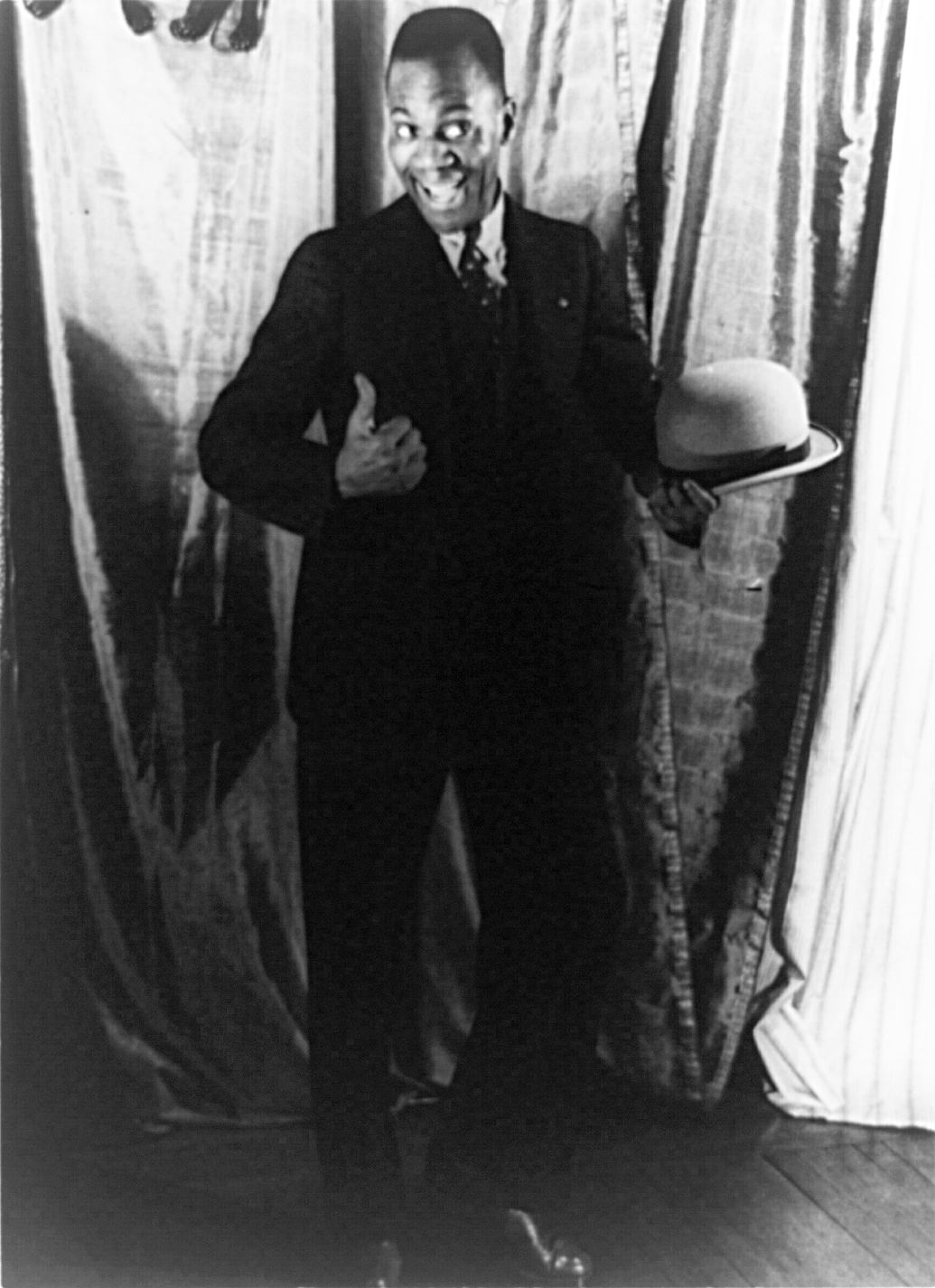
Bill Robinson (1878–1949)

- Robinson, Billy (1938–2014), britischer Ringer, Wrestler, Autor und Trainer
- Robinson, Billy (1939–2005), US-amerikanischer Jazz-Musiker
- Robinson, Boardman (1876–1952), kanadisch-amerikanischer Zeichner, Karikaturist und Maler
- Robinson, Bobby (1879–1950), englischer Fußballspieler
- Robinson, Bobby (1917–2011), US-amerikanischer Musikproduzent und Labelbetreiber
- Robinson, Brendan (* 1990), US-amerikanischer Schauspieler, Autor und Filmproduzent
- Robinson, Brent (* 1981), kanadischer Eishockeyspieler
- Robinson, Brett (* 1991), australischer Leichtathlet
- Robinson, Brian (1930–2022), britischer Radrennfahrer
- Robinson, Brian Jr. (* 1999), US-amerikanischer American-Football-Spieler
- Robinson, Brian S. (* 1965), US-amerikanischer Offizier, Generalleutnant der US Air Force
- Robinson, Bridget (* 1940), britische Speerwerferin und Sprinterin
- Robinson, Brooks (1937–2023), US-amerikanischer Baseballspieler
- Robinson, Bruce (1912–1998), britischer Offizier der Luftstreitkräfte des Vereinigten Königreichs
- Robinson, Bruce (* 1946), britischer Schauspieler, Drehbuchautor und RegisseurBruce Robinson (* 1946)

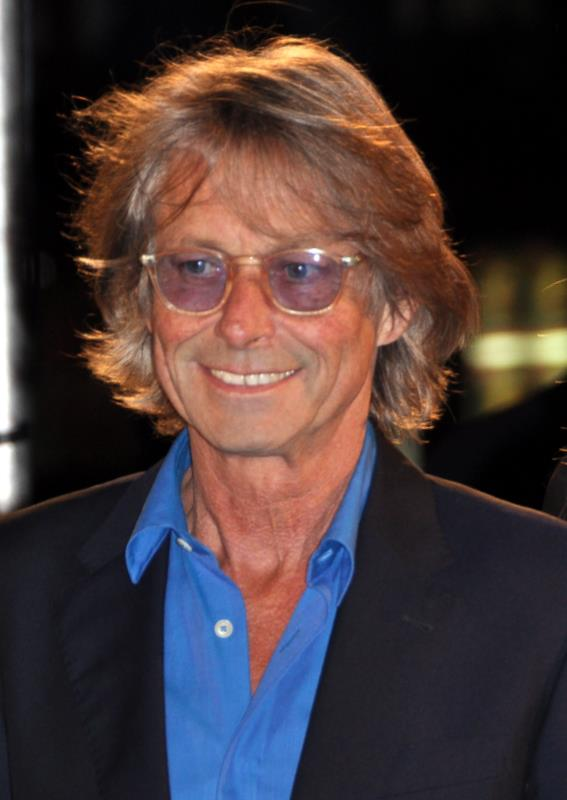
Bruce Robinson (* 1946)

- Robinson, Buddy (* 1991), US-amerikanischer Eishockeyspieler
- Robinson, Bumper (* 1974), US-amerikanischer Schauspieler und Synchronsprecher

###### Robinson, C
- Robinson, Callum (* 1995), englisch-irischer Fußballspieler
- Robinson, Calvin (* 1985), englischer Diakon, Schriftsteller und Medienpersönlichkeit
- Robinson, Carl (* 1976), walisischer Fußballspieler
- Robinson, Carol V. (* 1956), britische Chemikerin
- Robinson, Casey (1903–1979), US-amerikanischer Drehbuchautor, Filmregisseur und -produzent
- Robinson, Cedric J. (1940–2016), US-amerikanischer Politikwissenschaftler
- Robinson, Charles (1870–1937), britischer Buchillustrator
- Robinson, Charles (1945–2021), US-amerikanischer Schauspieler
- Robinson, Charles L. (1818–1894), US-amerikanischer Politiker
- Robinson, Charles W. (1919–2014), US-amerikanischer Manager und Politiker
- Robinson, Chase F., US-amerikanischer Historiker
- Robinson, Chip (* 1954), US-amerikanischer Autorennfahrer
- Robinson, Chris (1938–2025), US-amerikanischer Schauspieler
- Robinson, Chris (* 1966), US-amerikanischer Musiker
- Robinson, Christina (* 1997), US-amerikanische Kinderdarstellerin und Schauspielerin
- Robinson, Christopher (1806–1889), US-amerikanischer Politiker
- Robinson, Clement F. (1882–1964), US-amerikanischer Anwalt und Politiker
- Robinson, Cleophus (1932–1998), US-amerikanischer Gospel- und Bluessänger, Songwriter, Entertainer und Prediger
- Robinson, Clifford (1966–2020), US-amerikanischer Basketballspieler
- Robinson, Clifford William (1866–1944), kanadischer Politiker, Senator, Premier von New Brunswick
- Robinson, Clint (* 1972), australischer Kanute
- Robinson, Corey Parker (* 1975), US-amerikanischer Schauspieler
- Robinson, Cornelius (1805–1867), US-amerikanischer Politiker
- Robinson, Craig (* 1971), US-amerikanischer Schauspieler und Stand-Up-ComedianCraig Robinson (* 1971)

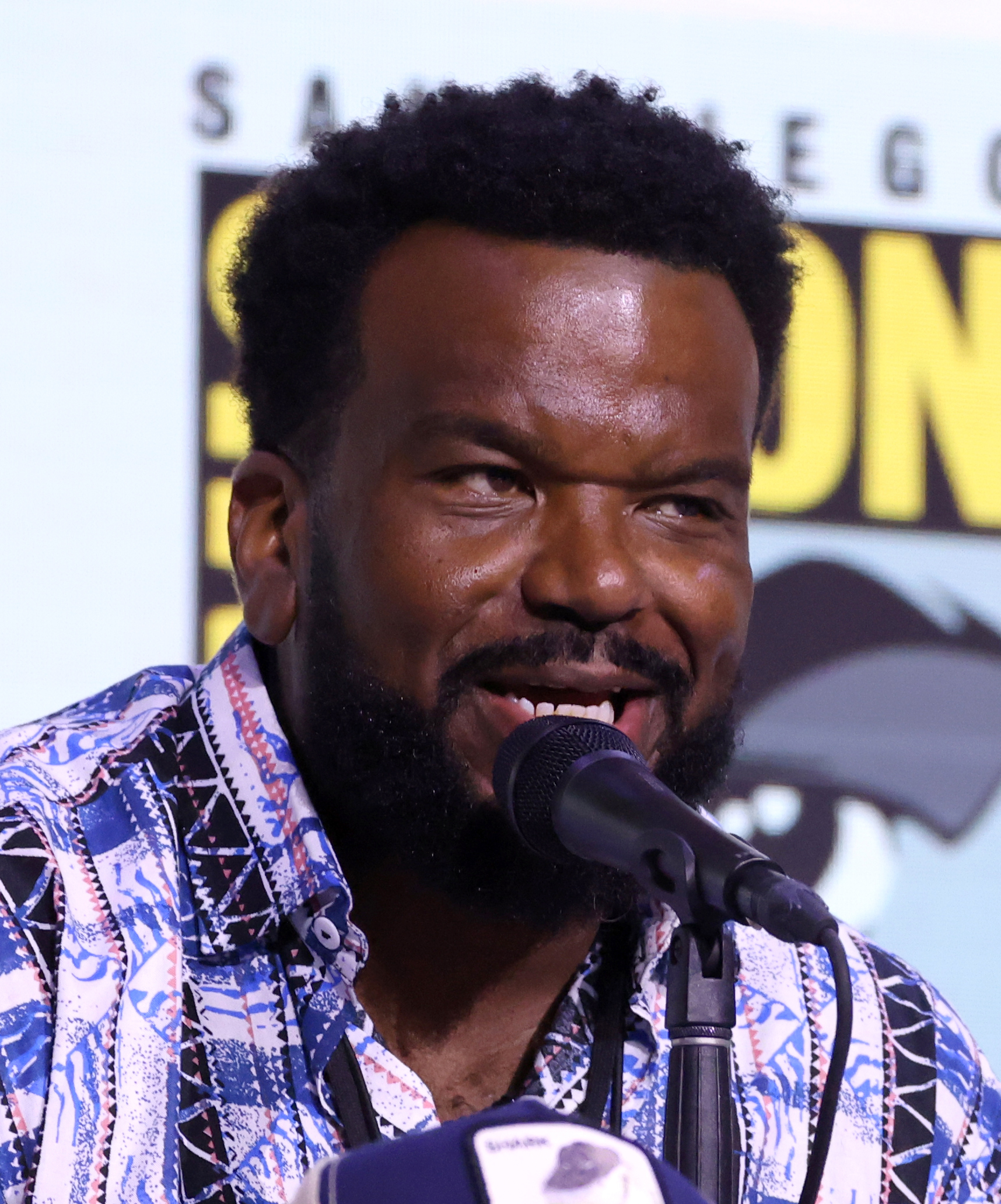
Craig Robinson (* 1971)

###### Robinson, D
- Robinson, Dar (1947–1986), US-amerikanischer Stuntman und Schauspieler
- Robinson, Darcy (1981–2007), italo-kanadischer Eishockeyspieler
- Robinson, Darius (* 1991), US-amerikanischer American-Football-Spieler
- Robinson, Dave (* 1941), US-amerikanischer American-Football-Spieler
- Robinson, David (* 1965), US-amerikanischer BasketballspielerDavid Robinson (* 1965)

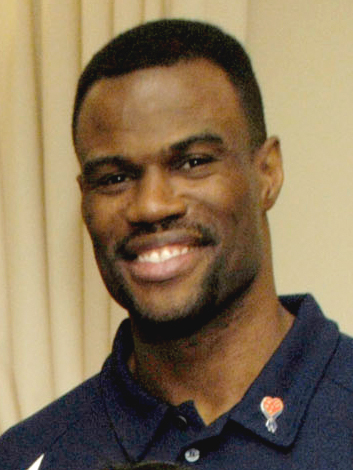
David Robinson (* 1965)

- Robinson, David (* 1969), US-amerikanisch-deutscher Basketballspieler
- Robinson, David G. (1947–2024), britischer Zellbiologe
- Robinson, David Moore (1880–1958), US-amerikanischer Klassischer Archäologe
- Robinson, Dawan (* 1982), US-amerikanischer Basketballspieler
- Robinson, Dawn, US-amerikanische Sängerin
- Robinson, Derek Charles (1941–2002), britischer Physiker
- Robinson, Derek John Scott (* 1938), britischer Mathematiker
- Robinson, Derek W. (1935–2021), britisch-australischer Physiker und Mathematiker
- Robinson, Desmond (1927–2015), britischer Radrennfahrer
- Robinson, Dewey (1898–1950), US-amerikanischer Schauspieler
- Robinson, Donny (* 1983), US-amerikanischer BMX-Fahrer
- Robinson, Doug (1930–2021), britischer Schauspieler und Stuntman
- Robinson, Douglas (1864–1937), britischer Cricketspieler
- Robinson, Douglas (* 1954), amerikanischer Sprachwissenschaftler, Autor und Übersetzer
- Robinson, Dove-Myer (1901–1989), englisch-neuseeländischer Politiker, langjähriger Bürgermeister von Auckland, Unternehmer und Umweltaktivist
- Robinson, Duncan (* 1994), US-amerikanischer Basketballspieler
- Robinson, Dunstan Fitzgerald (1919–1998), jamaikanischer Offizier

###### Robinson, E
- Robinson, Earl (1910–1991), US-amerikanischer Songwriter und Komponist
- Robinson, Eddie (1919–2007), amerikanischer American-Football-Spieler und -Trainer
- Robinson, Eden (* 1968), kanadische Schriftstellerin
- Robinson, Eden (* 2006), britische Siebenkämpferin
- Robinson, Edina (* 1978), österreichische Schauspielerin ghanaischer Herkunft
- Robinson, Edward (1794–1863), amerikanischer Theologe und Palästinaforscher
- Robinson, Edward (1796–1857), US-amerikanischer Politiker
- Robinson, Edward G. (1893–1973), amerikanischer SchauspielerEdward G. Robinson (1893–1973)

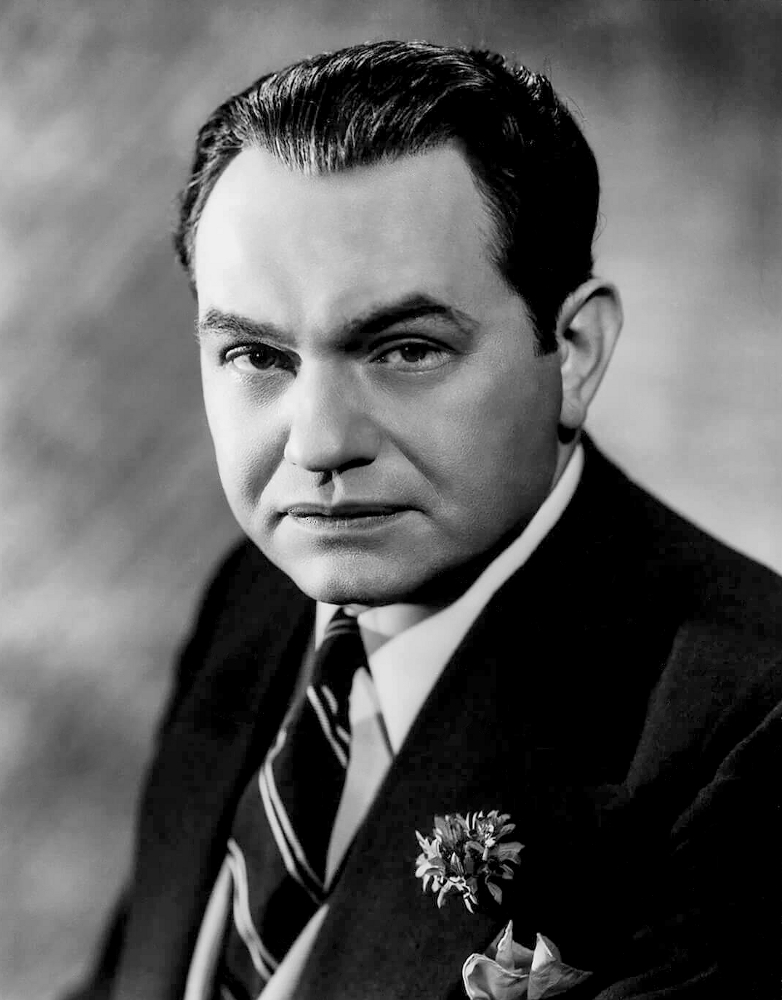
Edward G. Robinson (1893–1973)

- Robinson, Edward G. junior (1933–1974), US-amerikanischer Schauspieler
- Robinson, Edward R. (1893–1979), US-amerikanischer Artdirector und Szenenbildner
- Robinson, Edwin Arlington (1869–1935), US-amerikanischer Dichter
- Robinson, Elmer (1894–1982), US-amerikanischer Politiker und Jurist
- Robinson, Elzadie, US-amerikanische Bluessängerin und Songwriterin
- Robinson, Emma (* 1971), kanadische Ruderin
- Robinson, Eric (* 1995), US-amerikanischer Eishockeyspieler
- Robinson, Eugene (* 1963), US-amerikanischer American-Football-Spieler

###### Robinson, F
- Robinson, Fenton (1935–1997), US-amerikanischer Blues-Sänger und Gitarrist
- Robinson, Frances Mabel (1858–1956), britische Romanautorin, Literaturkritikerin und Übersetzerin
- Robinson, Francis (* 1944), britischer Historiker
- Robinson, Frank (1935–2019), US-amerikanischer Baseballspieler und -trainer
- Robinson, Frank D. (1930–2022), US-amerikanischer Hubschrauberhersteller
- Robinson, Frank M. (1926–2014), US-amerikanischer Science-Fiction-Schriftsteller
- Robinson, Franklin M. (* 1984), US-amerikanischer Basketballspieler
- Robinson, Franklin Whitman (1875–1946), US-amerikanischer Organist und Musikpädagoge
- Robinson, Fred (1901–1984), US-amerikanischer Jazzposaunist
- Robinson, Fred D., Jr., US-amerikanischer Offizier, Generalmajor der US-Army
- Robinson, Frederick (1836–1896), britischer Vizeadmiral
- Robinson, Frederick, 1. Earl of Ripon (1782–1859), britischer Politiker, Mitglied des House of Commons und Premierminister

###### Robinson, G
- Robinson, Gail (1946–2008), US-amerikanische Opernsängerin (Sopran)
- Robinson, Garth (* 1970), jamaikanischer Sprinter
- Robinson, Gene (* 1947), US-amerikanischer anglikanischer Bischof der Episcopal Church in the USA in New HampshireGene Robinson (* 1947)

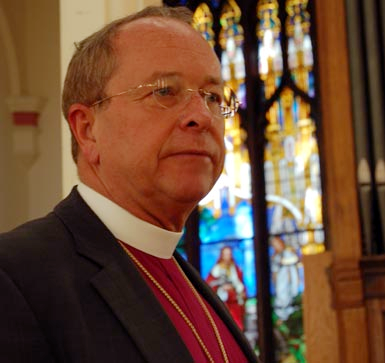
Gene Robinson (* 1947)

- Robinson, Geoffrey Basil (* 1957), kanadischer Historiker
- Robinson, Geoffrey James (1937–2020), australischer römisch-katholischer Geistlicher, Kirchenrechtler, Weihbischof in Sydney
- Robinson, George (1890–1958), US-amerikanischer Kameramann
- Robinson, George Augustus (1791–1866), Protektor der tasmanischen Aborigine im Black War
- Robinson, George D. (1834–1896), US-amerikanischer Politiker
- Robinson, George, 1. Marquess of Ripon (1827–1909), britischer Politiker, Mitglied des House of Commons und Diplomat
- Robinson, Georgia Ann (1879–1961), US-amerikanische Polizistin
- Robinson, Gertrude Joch (* 1927), deutsch-kanadische Kommunikationswissenschaftlerin
- Robinson, Gertrude Maud (1886–1954), englische Chemikerin und Hochschullehrerin
- Robinson, Gilbert de Beauregard (1906–1992), kanadischer Mathematiker und Kryptograph
- Robinson, Glen (1914–2002), US-amerikanischer Filmtechnikpionier
- Robinson, Glenn (* 1973), US-amerikanischer Basketballspieler
- Robinson, Greg (* 1992), US-amerikanischer American-Football-Spieler

###### Robinson, H
- Robinson, H. Russell (1920–1978), britischer Waffenkundler
- Robinson, Hadley, US-amerikanische Schauspielerin
- Robinson, Harold (* 1952), US-amerikanischer Kontrabassist und Musikpädagoge
- Robinson, Harriet Hanson (1825–1911), US-amerikanische Autorin, Dichterin und Frauenrechtlerin
- Robinson, Harry (1932–1996), schottischer Komponist, Arrangeur und Bandleader
- Robinson, Harry (* 2000), nordirischer Fußballspieler
- Robinson, Henry (1897–1944), europäischer Kommunist und Widerstandskämpfer
- Robinson, Henry Crabb (1775–1867), britischer Anwalt, Journalist und Schriftsteller
- Robinson, Henry Morton (1898–1961), US-amerikanischer Autor
- Robinson, Henry Peach (1830–1901), englischer Fotograf und Fotografie-Theoretiker
- Robinson, Henry S. (1914–2003), amerikanischer Klassischer Archäologe
- Robinson, Herbert Christopher (1874–1929), britischer Zoologe und Ornithologe
- Robinson, Hercules, 1. Baron Rosmead (1824–1897), Vizegouverneur der britischen Kolonien Saint Christopher, sowie Gouverneur von Hongkong, Ceylon, New South Wales, Fidschi, Neuseeland und Kapkolonie

###### Robinson, I
- Robinson, Ian (* 1952), englischer Squashspieler
- Robinson, Ian Stuart (* 1947), irischer Historiker
- Robinson, Ikey (1904–1990), US-amerikanischer Jazzmusiker
- Robinson, Ione (1910–1989), US-amerikanische Künstlerin, Schriftstellerin und Journalistin
- Robinson, Iris (* 1949), nordirische Politikerin (DUP), Mitglied des House of Commons
- Robinson, Ivan (* 1971), US-amerikanischer Boxer

###### Robinson, J
- Robinson, J. Kenneth (1916–1990), US-amerikanischer Politiker
- Robinson, J. Peter (* 1945), britischer Filmkomponist, Arrangeur, Pianist und Musiker
- Robinson, J. Russel (1892–1963), amerikanischer Jazzpianist und Komponist
- Robinson, Jack (1870–1931), englischer Fußballtorhüter
- Robinson, Jack (1927–2022), US-amerikanischer Basketballspieler
- Robinson, Jack (* 1993), englischer Fußballspieler
- Robinson, Jack (* 1997), australischer Surfer
- Robinson, Jackie (1919–1972), erster afroamerikanischer Baseballspieler in der MLBJackie Robinson (1919–1972)

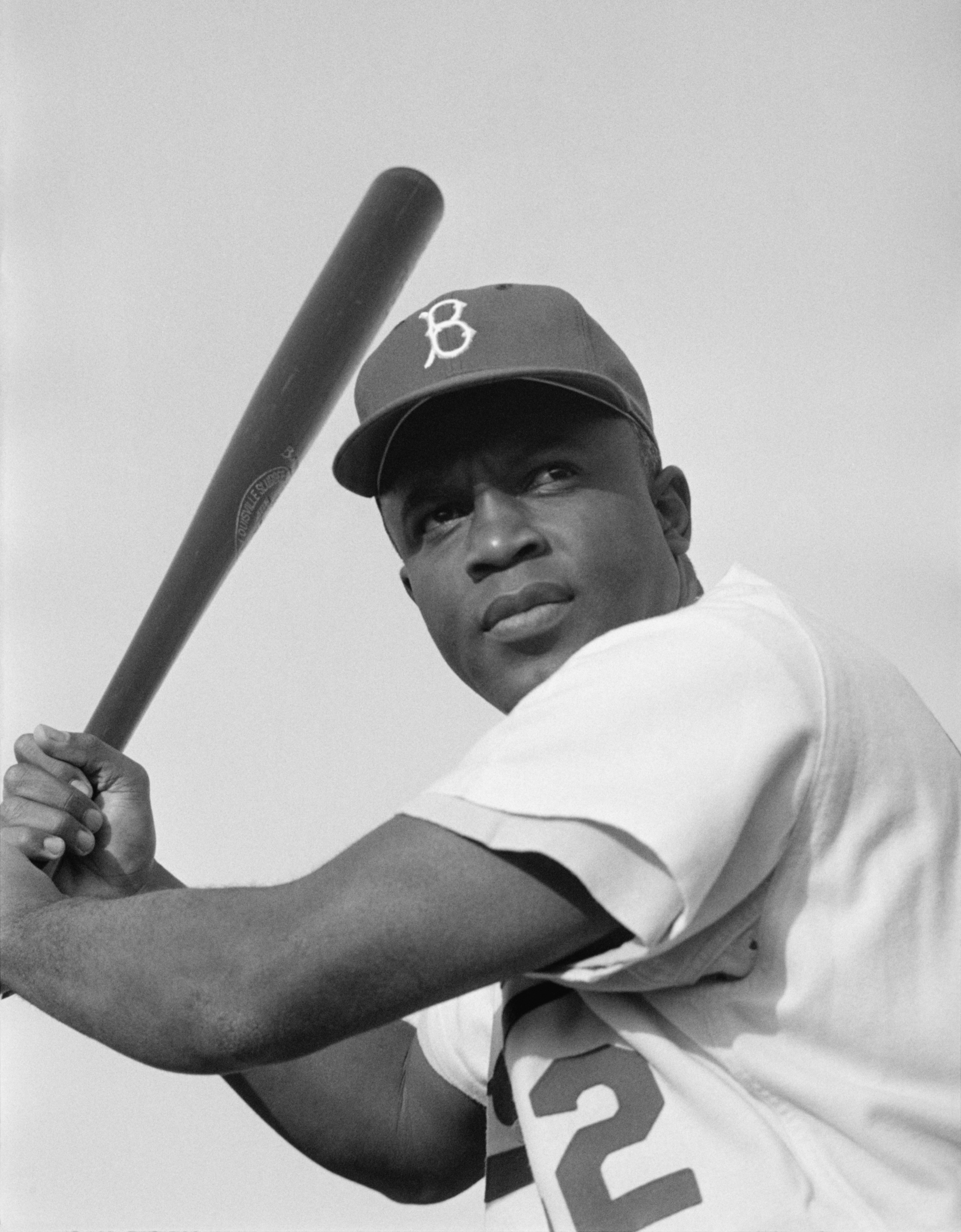
Jackie Robinson (1919–1972)

- Robinson, Jacob (1889–1977), litauisch-amerikanischer Jurist, Historiker und Politiker
- Robinson, James (* 1954), US-amerikanischer Mittelstreckenläufer
- Robinson, James (* 1998), US-amerikanischer Footballspieler
- Robinson, James A. (* 1960), britisch-amerikanischer Volkswirt und PolitikwissenschaftlerJames A. Robinson (* 1960)

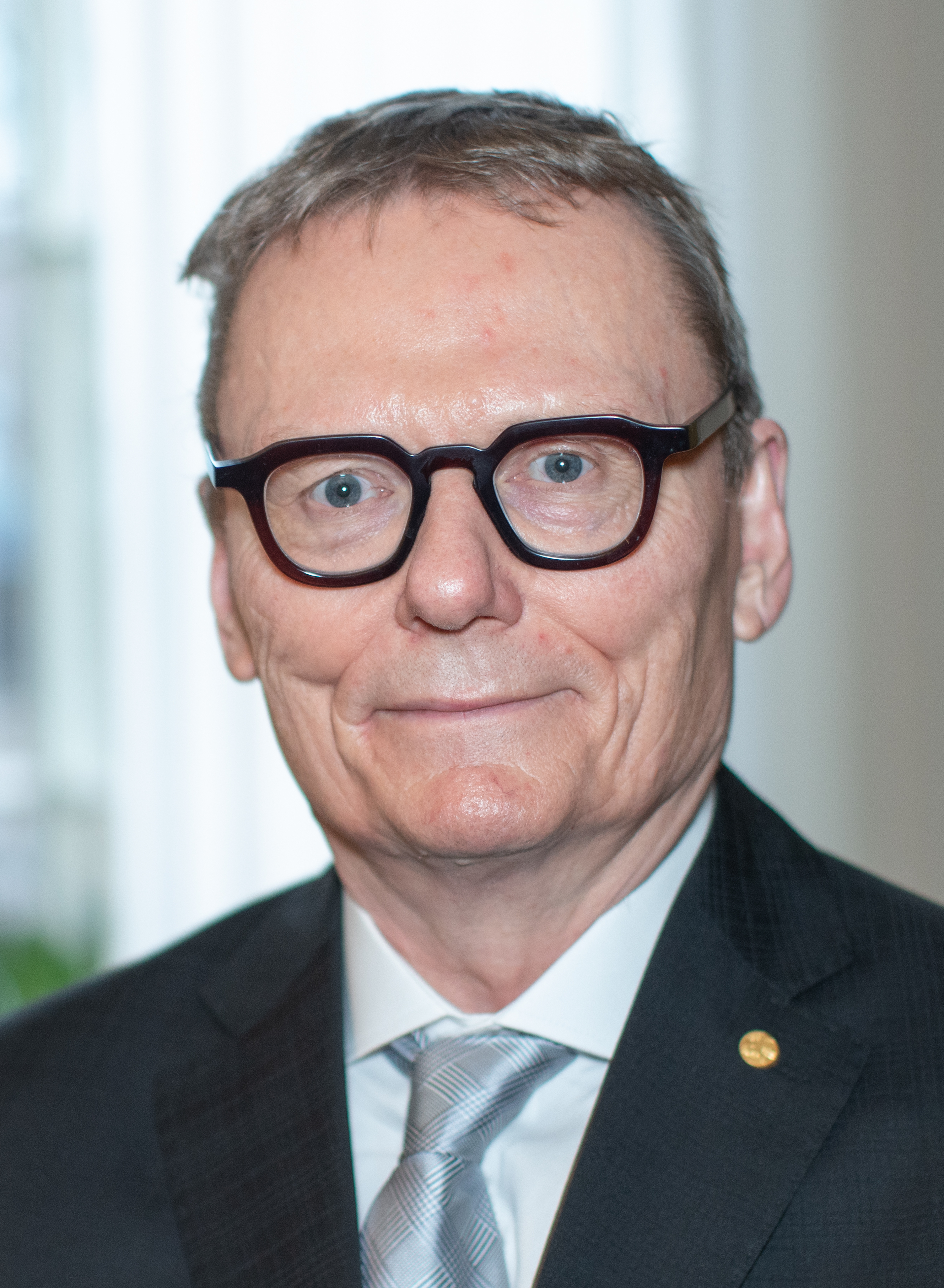
James A. Robinson (* 1960)

- Robinson, James Carroll (1823–1886), US-amerikanischer Politiker
- Robinson, James Dale (* 1963), britischer Comic- und Drehbuchautor
- Robinson, James Fisher (1800–1882), US-amerikanischer Politiker
- Robinson, James G. (* 1935), US-amerikanischer Filmproduzent
- Robinson, James Harvey (1863–1936), US-amerikanischer Historiker, Gründungsrektor der Universität The New School NY
- Robinson, James L. (1838–1887), US-amerikanischer Politiker
- Robinson, James McClellan (1861–1942), US-amerikanischer Politiker
- Robinson, James McConkey (1924–2016), US-amerikanischer Theologe und Hochschullehrer
- Robinson, James Sidney (1827–1892), US-amerikanischer Politiker
- Robinson, James W. (1878–1964), US-amerikanischer Politiker
- Robinson, James Wallace (1826–1898), US-amerikanischer Politiker
- Robinson, Jancis (* 1950), britische Weinkritikerin
- Robinson, Jane (* 1969), australische Ruderin
- Robinson, Janet L. (* 1950), US-amerikanische Managerin und Vorstandsvorsitzende der The New York Times-Company
- Robinson, Janice (* 1951), US-amerikanische Jazzmusikerin (Posaune)
- Robinson, Jared (* 1963), australischer Schauspieler
- Robinson, Jason (* 1974), britischer Rugby-Union- und Rugby-League-Spieler
- Robinson, Jay (1930–2013), US-amerikanischer Filmschauspieler
- Robinson, Jeanne (1948–2010), US-amerikanische Choreographin und SF-Autorin
- Robinson, Jennifer (* 1981), australische Menschenrechtsanwältin
- Robinson, Jermaine (* 1989), US-amerikanischer Arena-Football-Spieler, American-Football-Spieler und Canadian-Football-Spieler
- Robinson, Jerome (* 1997), US-amerikanischer Basketballspieler
- Robinson, Jerry (1922–2011), US-amerikanischer Comiczeichner und politischer Karikaturist
- Robinson, Jim (1892–1976), US-amerikanischer Jazz-Posaunist
- Robinson, Jimmie Lee (1931–2002), US-amerikanischer Bluesmusiker
- Robinson, Joan (1903–1983), britische ÖkonominJoan Robinson (1903–1983)

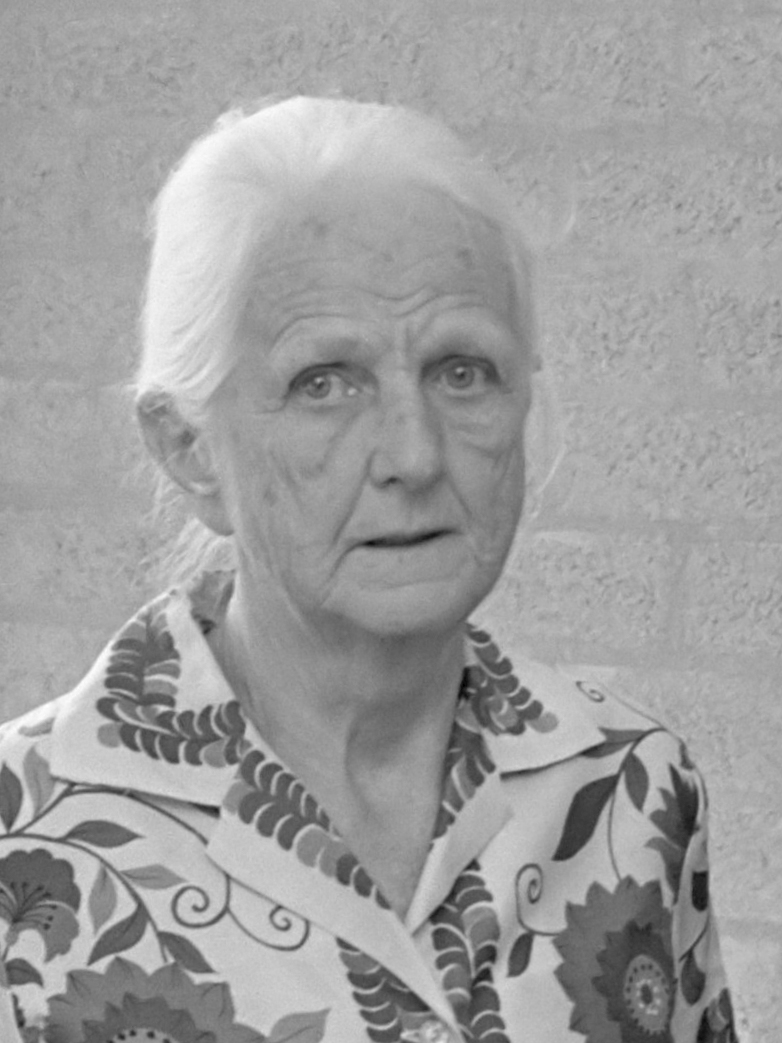
Joan Robinson (1903–1983)

- Robinson, Joan G. (1910–1988), britische Kinder- und Jugendbuchautorin und Illustratorin
- Robinson, Jodi-Ann (* 1989), kanadische Fußballspielerin
- Robinson, Joe (1927–2017), britischer Wrestler und Schauspieler
- Robinson, John († 1625), englischer puritanischer Theologe und kongregationalistischer Pastor
- Robinson, John (1650–1723), englischer Diplomat und anglikanischer Bischof
- Robinson, John († 1766), britisch-amerikanischer Politiker
- Robinson, John (1913–1989), englischer Fußballspieler
- Robinson, John (* 1954), US-amerikanischer MusikerJohn Robinson (* 1954)

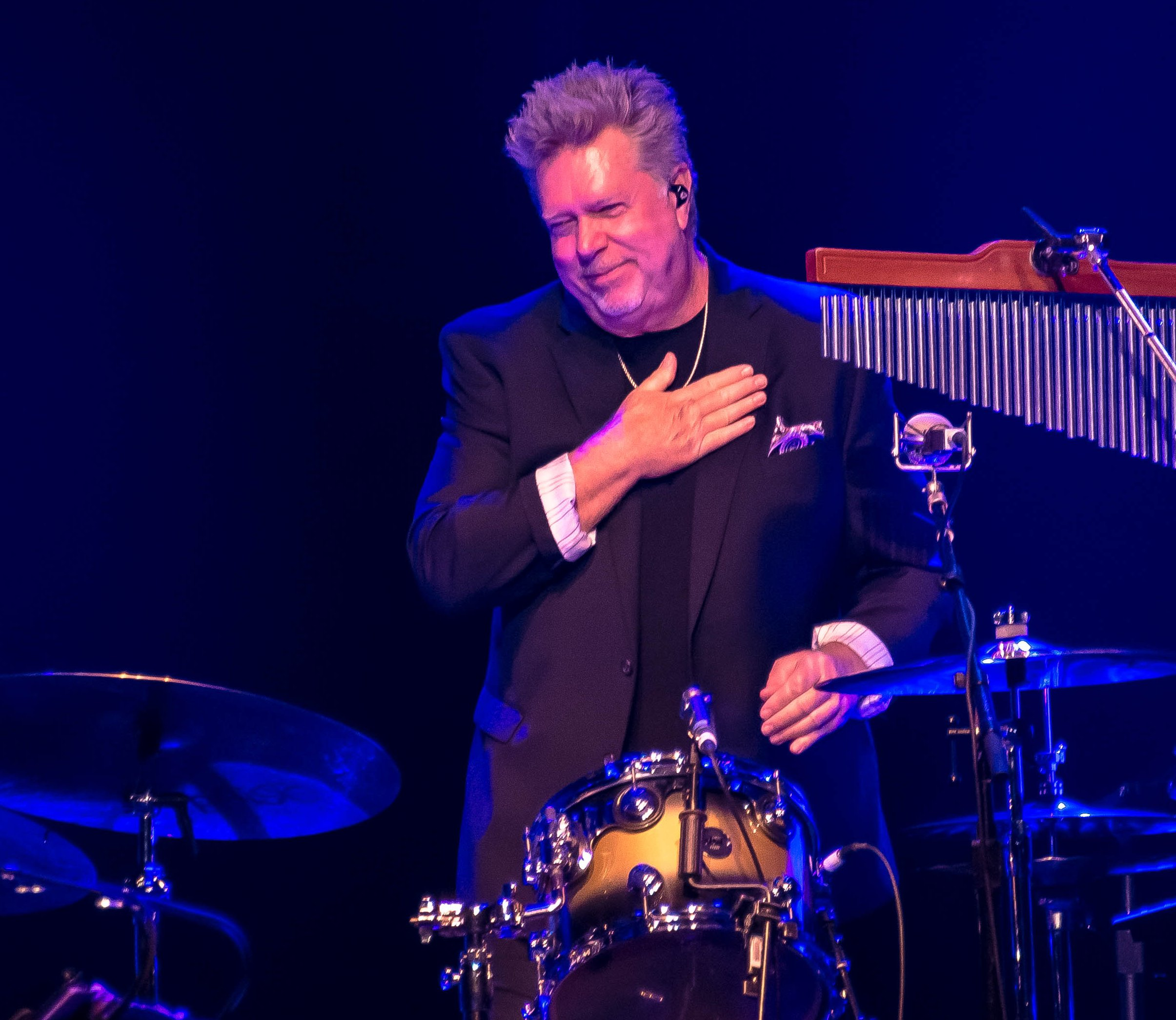
John Robinson (* 1954)

- Robinson, John (* 1985), US-amerikanischer Filmschauspieler
- Robinson, John A. T. (1919–1983), anglikanischer Theologe, Bischof von Woolwich
- Robinson, John Alan (1930–2016), britischer Philosoph und Logiker
- Robinson, John Beverley (1821–1896), kanadischer Politiker
- Robinson, John Buchanan (1846–1933), US-amerikanischer Politiker
- Robinson, John C. (1817–1897), US-amerikanischer Offizier und Vizegouverneur von New York
- Robinson, John L. (1813–1860), US-amerikanischer Politiker
- Robinson, John McCracken (1794–1843), US-amerikanischer Jurist und Politiker
- Robinson, John S. (1804–1860), US-amerikanischer Politiker
- Robinson, John Seaton (1856–1903), US-amerikanischer Politiker
- Robinson, John T. (1923–2001), südafrikanischer Paläoanthropologe
- Robinson, Jonathan (1756–1819), US-amerikanischer Jurist und Politiker
- Robinson, Joseph Taylor (1872–1937), US-amerikanischer Politiker und Gouverneur
- Robinson, Joshua (* 1985), australischer Speerwerfer
- Robinson, Julia (1919–1985), US-amerikanische Mathematikerin
- Robinson, Julie Anne, britische Theater-, Fernsehen- und Filmregisseurin
- Robinson, Justin (* 1968), US-amerikanischer Jazz-Altsaxophonist und Flötist des Hardbop
- Robinson, Justin (* 2002), US-amerikanischer Sprinter

###### Robinson, K
- Robinson, Katie (* 2002), britische FußballspielerinKatie Robinson (* 2002)

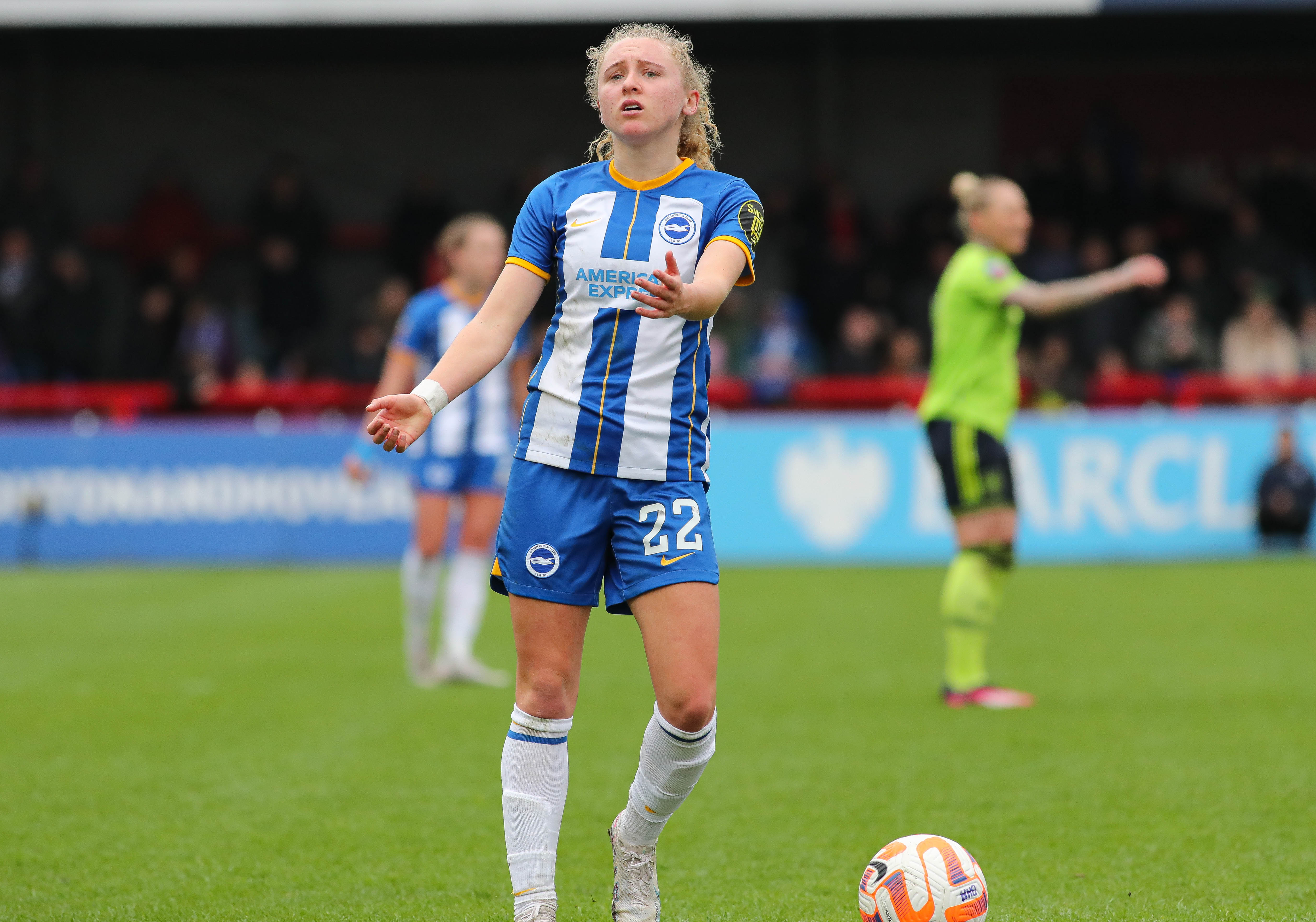
Katie Robinson (* 2002)

- Robinson, Keith (* 1976), US-amerikanischer Schauspieler
- Robinson, Keith (* 1976), neuseeländischer Rugby-Union-Spieler
- Robinson, Kelsey (* 1992), US-amerikanische Volleyballspielerin
- Robinson, Ken (1950–2020), britischer Autor
- Robinson, Ken (* 1963), US-amerikanischer Sprinter
- Robinson, Kenneth (1911–1996), britischer Politiker, Unterhausabgeordneter
- Robinson, Kenneth W. (1925–1979), US-amerikanischer Physiker
- Robinson, Khadevis (* 1976), US-amerikanischer Sprinter
- Robinson, Khiry (* 1989), US-amerikanischer American-Football-Spieler
- Robinson, Kicker, US-amerikanischer Schauspieler
- Robinson, Kim Stanley (* 1952), US-amerikanischer Science-Fiction-Autor
- Robinson, Ky (* 2002), australischer Langstreckenläufer

###### Robinson, L
- Robinson, L. C. (1914–1976), US-amerikanischer Blues-Sänger, Gitarrist and Fiddle-Spieler
- Robinson, Lara (* 1998), australische Kinderschauspielerin
- Robinson, Larry, US-amerikanischer Amateurastronom und Asteroidenentdecker
- Robinson, Larry (* 1951), kanadischer Eishockeyspieler, -trainer und -funktionär
- Robinson, Laurence Milner (1885–1957), britischer Diplomat
- Robinson, Lennox (1886–1958), irischer Dramatiker, Dichter und Theaterproduzent
- Robinson, Leon (* 1962), US-amerikanischer SchauspielerLeon Robinson (* 1962)

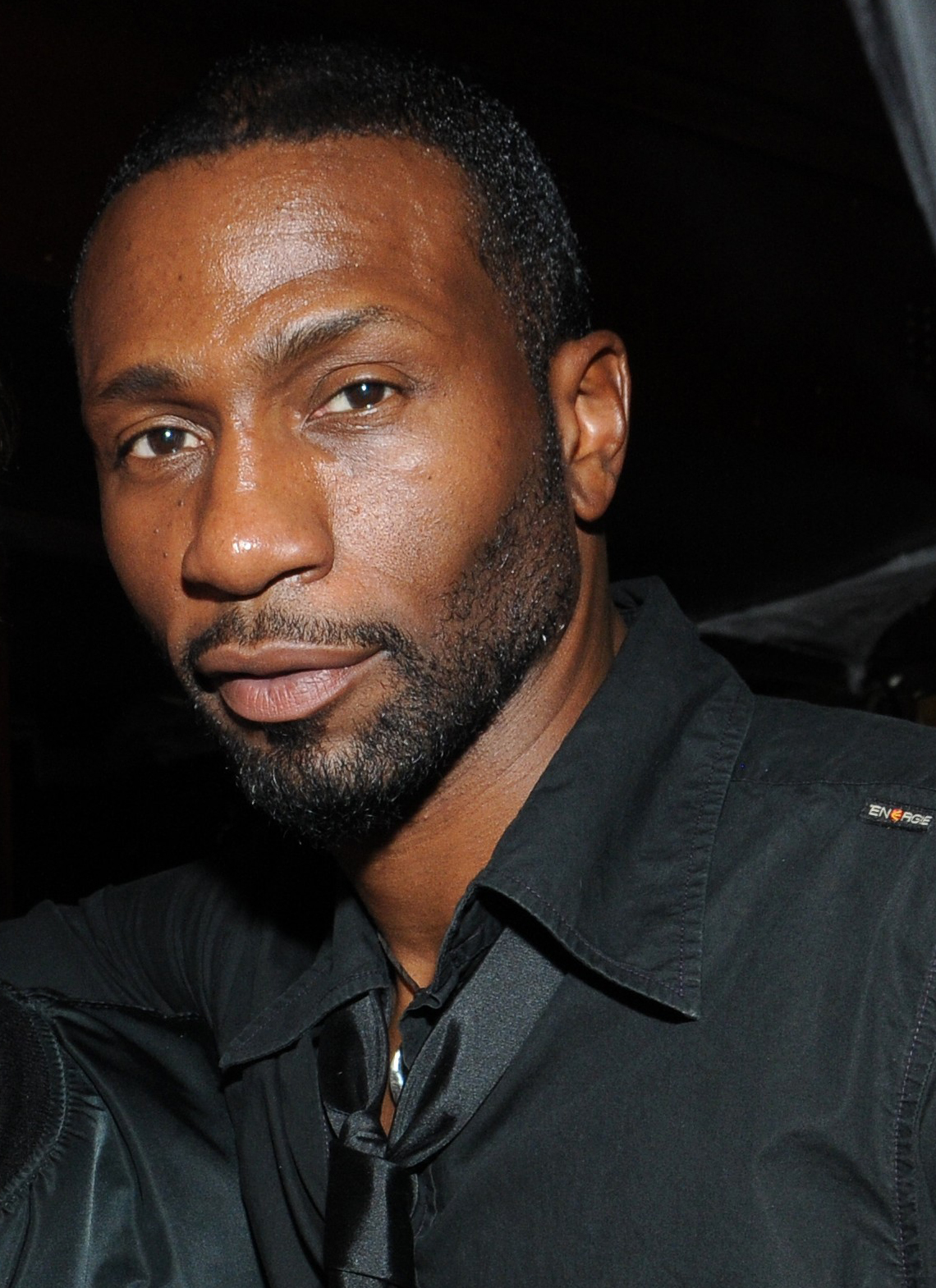
Leon Robinson (* 1962)

- Robinson, Leon (* 2001), deutscher Fußballspieler
- Robinson, Leonidas D. (1867–1941), US-amerikanischer Politiker
- Robinson, Lori J. (* 1959), US-amerikanischer ehemaliger General (United States Air Force)
- Robinson, Lucie (* 1978), tschechische Porträt-, Kunst und Modefotografin und image-maker
- Robinson, Lucius (1810–1891), US-amerikanischer Politiker
- Robinson, Lucy (* 1968), britische Theater- und Filmschauspielerin

###### Robinson, M
- Robinson, Mack (1914–2000), US-amerikanischer Sprinter
- Robinson, Madeleine (1916–2004), französische Schauspielerin
- Robinson, Madelyn (* 2000), US-amerikanische Volleyballspielerin
- Robinson, Marilynne (* 1943), US-amerikanische Romanautorin und Essayistin
- Robinson, Mark (* 1968), US-amerikanischer Politiker (Republikaner)
- Robinson, Mary (1757–1800), englische Schriftstellerin
- Robinson, Mary (1778–1837), englische Ehefrau eines angeblichen Adligen
- Robinson, Mary (* 1944), irische Juristin und PolitikerinMary Robinson (* 1944)

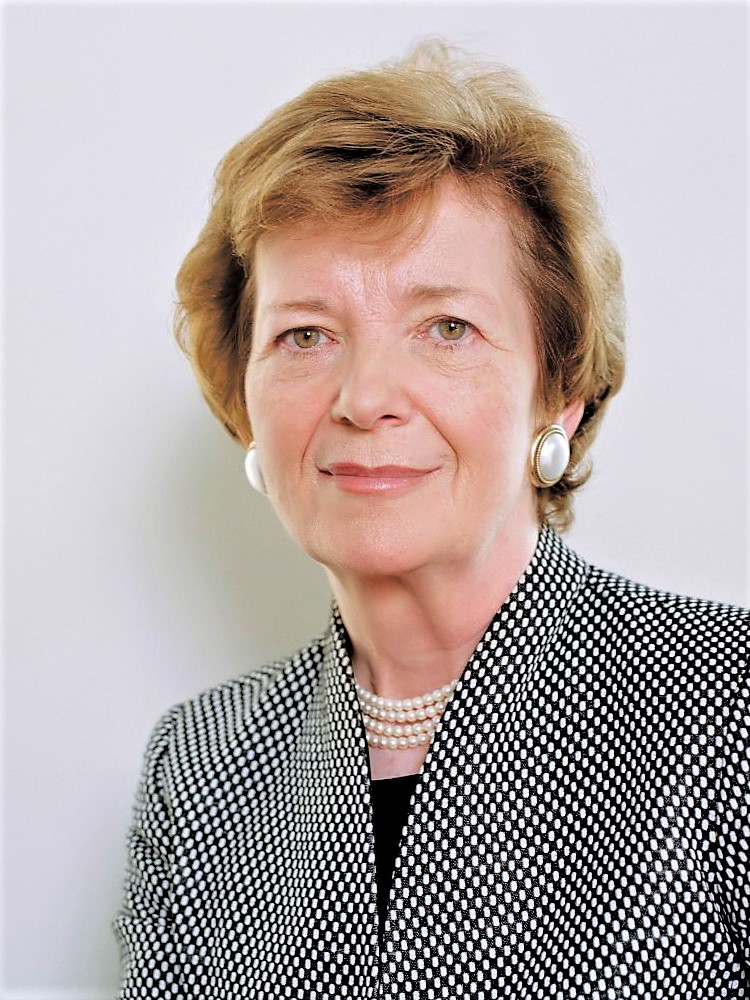
Mary Robinson (* 1944)

- Robinson, Mat (* 1986), kanadischer Eishockeyspieler
- Robinson, Matt (1937–2002), US-amerikanischer Schauspieler, Produzent und Drehbuchautor
- Robinson, Michael (1958–2020), irischer Fußballspieler
- Robinson, Michael (* 1983), US-amerikanischer American-Football-Spieler
- Robinson, Miles (* 1997), US-amerikanischer Fußballspieler
- Robinson, Milton S. (1832–1892), US-amerikanischer Politiker
- Robinson, Mindy (* 1980), US-amerikanische Schauspielerin und Model
- Robinson, Mitchell (* 1998), US-amerikanischer Basketballspieler
- Robinson, Moses (1741–1813), US-amerikanischer Jurist und Politiker
- Robinson, Moushaumi (* 1981), US-amerikanische Sprinterin

###### Robinson, N
- Robinson, Na'Asha (* 1997), US-amerikanische Sprinterin
- Robinson, Nat (1878–1929), englischer Fußballspieler
- Robinson, Nate (* 1984), US-amerikanischer Basketballspieler
- Robinson, Nathan (* 1981), kanadischer Eishockeyspieler
- Robinson, Nicholas (* 1946), irischer Historiker, Illustrator, Autor, Rechtsanwalt, Ehemann von Mary Robinson und damit First Gentleman von Irland (1990–1997)
- Robinson, Nick (* 1995), US-amerikanischer SchauspielerNick Robinson (* 1995)

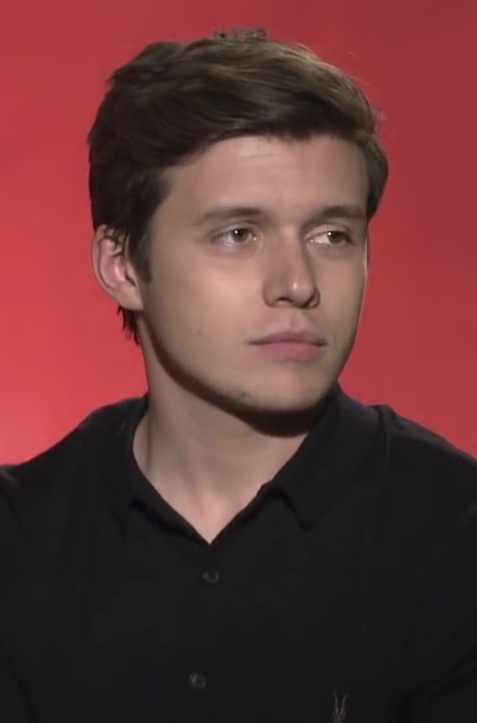
Nick Robinson (* 1995)

- Robinson, Nicky (* 1982), walisischer Rugbyspieler
- Robinson, Noel (* 2001), deutscher Webvideoproduzent und Influencer

###### Robinson, O
- Robinson, Olivia (* 1938), britische Rechtshistorikerin
- Robinson, Orphy (* 1960), britischer Jazzmusiker
- Robinson, Orrin W. (1834–1907), US-amerikanischer Politiker
- Robinson, Orville (1801–1882), US-amerikanischer Jurist und Politiker

###### Robinson, P
- Robinson, Paschal (1870–1948), irischer römisch-katholischer Erzbischof und Diplomat des Heiligen Stuhls
- Robinson, Patrick (* 1940), britischer Autor und Kolumnist
- Robinson, Patrick (* 1943), jamaikanischer Sprinter
- Robinson, Patrick (* 1944), jamaikanischer Jurist, ehemaliger Präsident des ICTY
- Robinson, Patrick (* 1987), US-amerikanischer American-Football-Spieler
- Robinson, Paul (* 1978), englischer Fußballspieler
- Robinson, Paul (* 1979), englischer Fußballtorwart
- Robinson, Paul (* 1991), irischer Leichtathlet
- Robinson, Perry (1938–2018), US-amerikanischer Jazzklarinettist
- Robinson, Peter (* 1947), britischer Mathematiker und Wirtschaftswissenschaftler
- Robinson, Peter (* 1948), nordirischer Politiker (DUP), Mitglied des House of Commons
- Robinson, Peter (1950–2022), britisch-kanadischer SchriftstellerPeter Robinson (1950–2022)

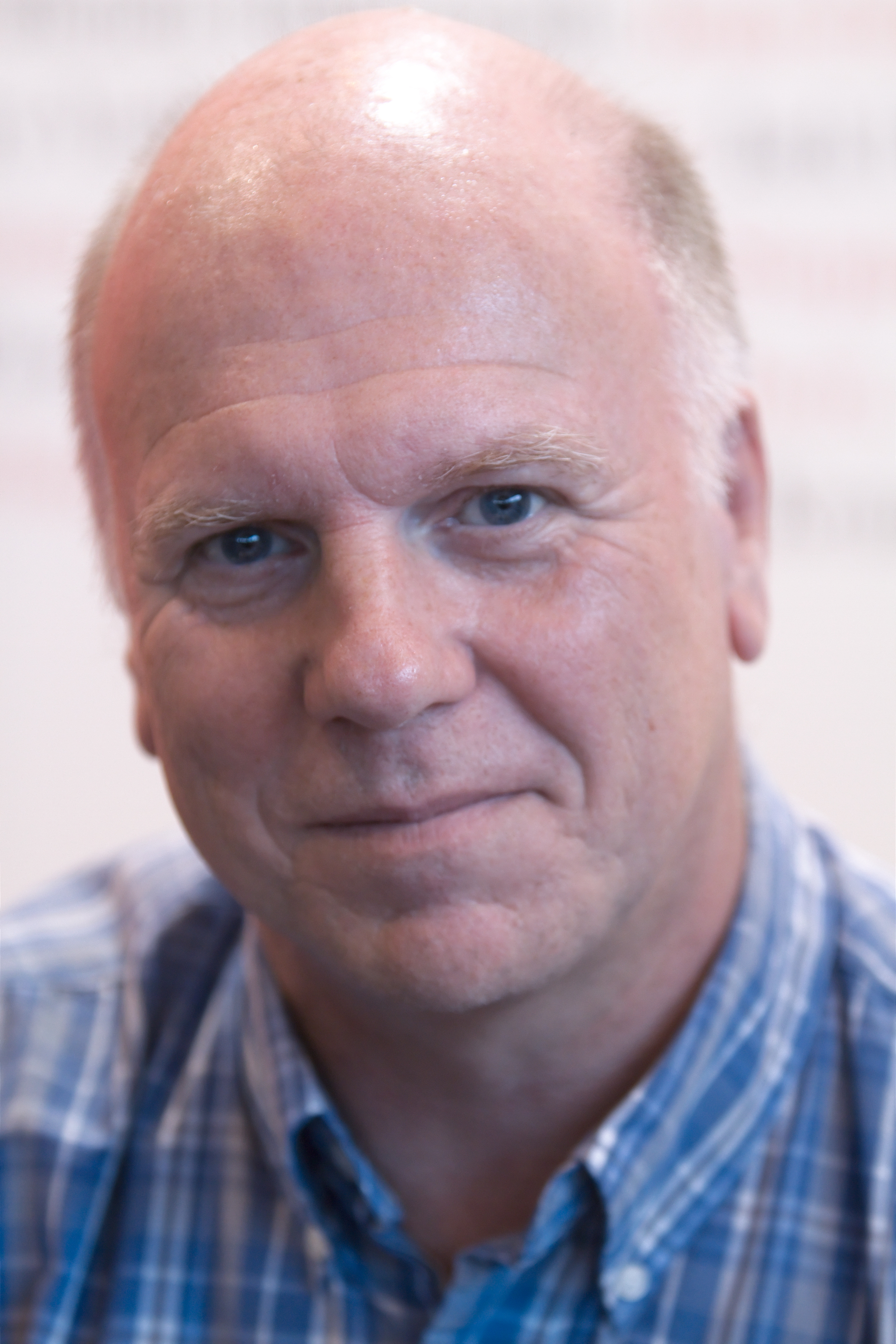
Peter Robinson (1950–2022)

- Robinson, Peter D. (* 1969), anglikanischer Bischof
- Robinson, Phil Alden (* 1950), US-amerikanischer Regisseur und Drehbuchautor
- Robinson, Porter (* 1992), US-amerikanischer Musikproduzent und DJ
- Robinson, Prince (1902–1960), US-amerikanischer Jazz-Tenorsaxophonist und Klarinettist des Swing

###### Robinson, R
- Robinson, Raphael (1911–1995), US-amerikanischer Mathematiker
- Robinson, Raymond (1929–2018), südafrikanischer Bahnradsportler
- Robinson, Reginald (* 1972), US-amerikanischer Komponist und Pianist
- Robinson, Rey (* 1952), US-amerikanischer Sprinter
- Robinson, Rich (* 1969), US-amerikanischer Gitarrist
- Robinson, Richard (1902–1996), englischer Philosoph
- Robinson, Richard, 1. Baron Rokeby († 1794), anglikanischer Erzbischof von Armagh
- Robinson, Robby (* 1946), US-amerikanischer Bodybuilder
- Robinson, Robert (1886–1975), britischer Chemiker und Nobelpreisträger für Chemie
- Robinson, Robert H. (1824–1909), US-amerikanischer Geistlicher und Aktivist
- Robinson, Robert P. (1869–1939), US-amerikanischer Politiker und Gouverneur des Bundesstaates Delaware (1925–1929)
- Robinson, Roger (* 1971), US-amerikanischer Comiczeichner
- Robinson, Rona (1884–1962), englisch-britische Chemikerin, Autorin, Frauenrechtlerin und Suffragette
- Robinson, Roscoe (1928–1993), US-amerikanischer General der U.S. Army
- Robinson, Ross (* 1967), US-amerikanischer Musikproduzent
- Robinson, Ruairí (* 1978), irischer Animator und Filmregisseur
- Robinson, Russell (* 2001), US-amerikanischer Dreispringer

###### Robinson, S
- Robinson, Samantha (* 1991), US-amerikanische Schauspielerin
- Robinson, Scott (* 1959), US-amerikanischer Jazzsaxophonist
- Robinson, Scott (* 1992), schottischer Fußballspieler
- Robinson, Sharon (* 1958), US-amerikanische Sängerin, Komponistin und Musikproduzentin
- Robinson, Shawan (* 1983), US-amerikanischer Basketballspieler
- Robinson, Sidney (1876–1959), britischer Hindernis- und Langstreckenläufer
- Robinson, Smokey (* 1940), US-amerikanischer Soul- und R&B-Sänger, Produzent, Arrangeur und SongwriterSmokey Robinson (* 1940)

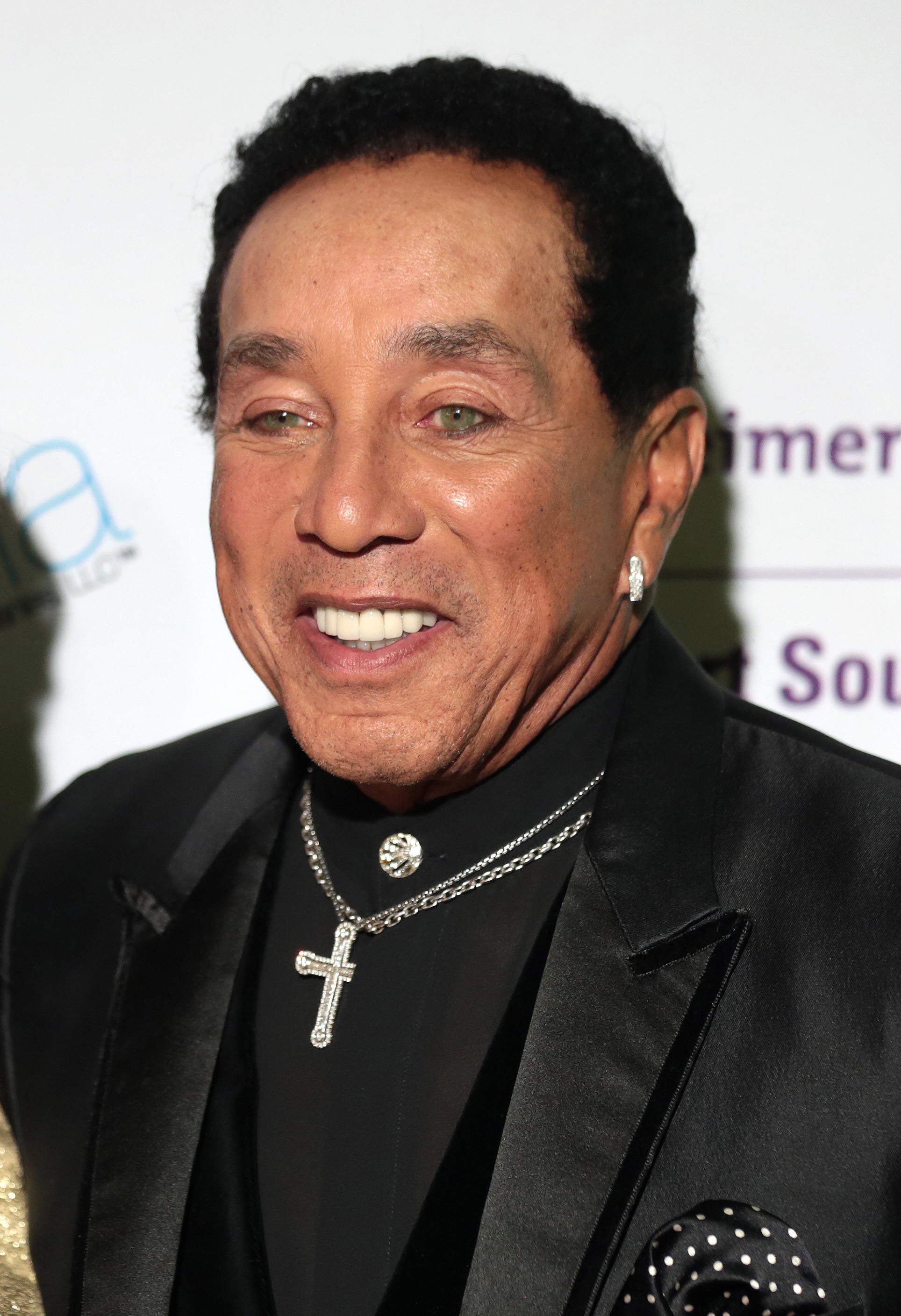
Smokey Robinson (* 1940)

- Robinson, Spider (* 1948), kanadischer Science-Fiction-Autor
- Robinson, Spike (1930–2001), US-amerikanischer Elektroingenieur und Jazzmusiker (Tenorsaxophonist)
- Robinson, Spottswood (1916–1998), US-amerikanischer Anwalt, Richter und Bürgerrechtler
- Robinson, Stan (1936–2017), britischer Jazzmusiker
- Robinson, Stanford (1904–1984), britischer Dirigent
- Robinson, Stephen (* 1974), nordirischer Fußballspieler und -trainer
- Robinson, Stephen Kern (* 1955), US-amerikanischer Astronaut
- Robinson, Stephen M (* 1942), US-amerikanischer Mathematiker
- Robinson, Steve (* 1966), britischer Boxer
- Robinson, Sugar Chile (* 1938), US-amerikanischer Sänger und Pianist
- Robinson, Sugar Ray (1921–1989), US-amerikanischer BoxerSugar Ray Robinson (1921–1989)

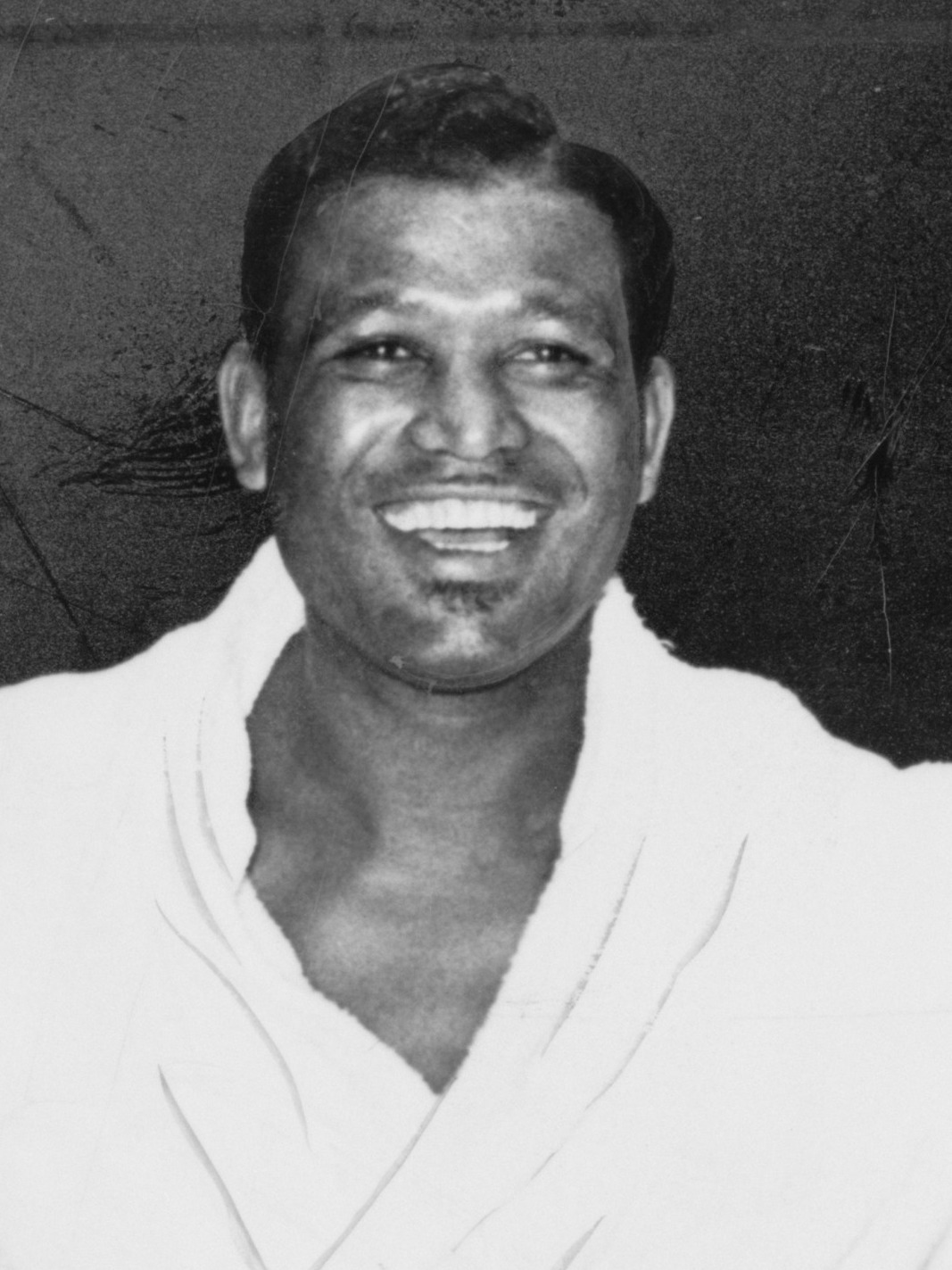
Sugar Ray Robinson (1921–1989)

- Robinson, Svend (* 1952), kanadischer Politiker
- Robinson, Sylvia (1936–2011), US-amerikanische Sängerin und Produzentin

###### Robinson, T
- Robinson, Terese (1873–1945), deutsche Übersetzerin und Schriftstellerin
- Robinson, Terryon (* 1994), US-amerikanischer American-Football-Spieler
- Robinson, Theo (* 1989), englischer Fußballspieler
- Robinson, Theodore (1852–1896), US-amerikanischer Maler
- Robinson, Theodore H. (1881–1964), britischer baptistischer Alttestamentler und Semitist
- Robinson, Thomas, englischer Komponist und Musiklehrer der Renaissance
- Robinson, Thomas (* 1991), US-amerikanischer Basketballspieler
- Robinson, Thomas J. B. (1868–1958), US-amerikanischer Politiker
- Robinson, Thomas junior (1800–1843), US-amerikanischer Politiker
- Robinson, Thomas Romney (1792–1882), britischer Astronom
- Robinson, Thomas, 1. Baron Grantham (1695–1770), britischer Politiker und Diplomat
- Robinson, Thomas, 2. Baron Grantham (1738–1786), britischer Adliger und Politiker
- Robinson, Tissi (* 1987), deutschamerikanischer Footballspieler
- Robinson, Todd D. (* 1963), US-amerikanischer Diplomat
- Robinson, Tom (1938–2012), bahamaischer Sprinter
- Robinson, Tom (* 1950), britischer Musiker (Bass und Gesang) und Songwriter
- Robinson, Tommy (* 1982), britischer politischer AktivistTommy Robinson (* 1982)

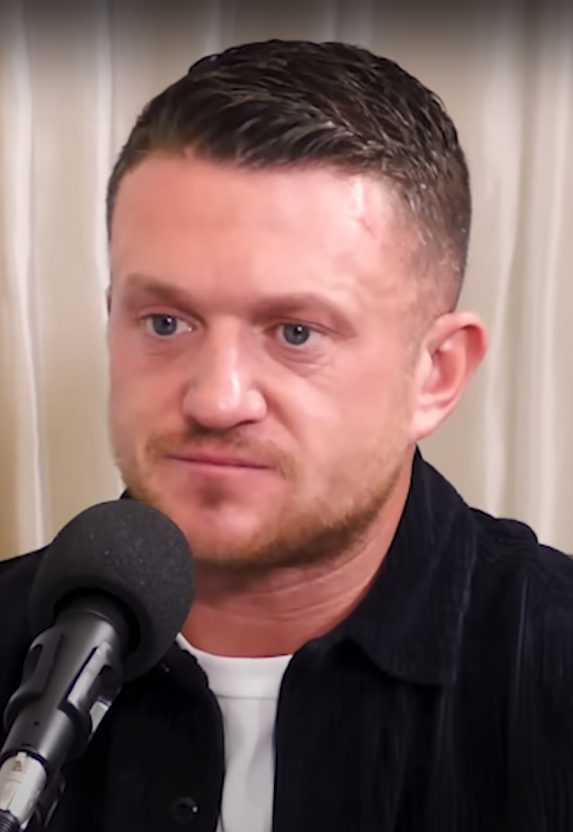
Tommy Robinson (* 1982)

- Robinson, Tommy F. (1942–2024), US-amerikanischer Politiker
- Robinson, Tony (* 1946), englischer Schauspieler, Autor und politischer Aktivist

###### Robinson, V
- Robinson, Val (* 1940), neuseeländische Mittelstreckenläuferin
- Robinson, Vance (* 1936), US-amerikanischer Sprinter
- Robinson, Vera (1917–1996), britische Schwimmerin
- Robinson, Vicki Sue (1954–2000), US-amerikanische Disco-Sängerin
- Robinson, Victor (1886–1947), US-amerikanischer Pharmazeut, Arzt und Medizinhistoriker
- Robinson, Victoria B. (* 1980), deutsche Journalistin, Moderatorin und Autorin
- Robinson, Vinette (* 1981), britische SchauspielerinVinette Robinson (* 1981)

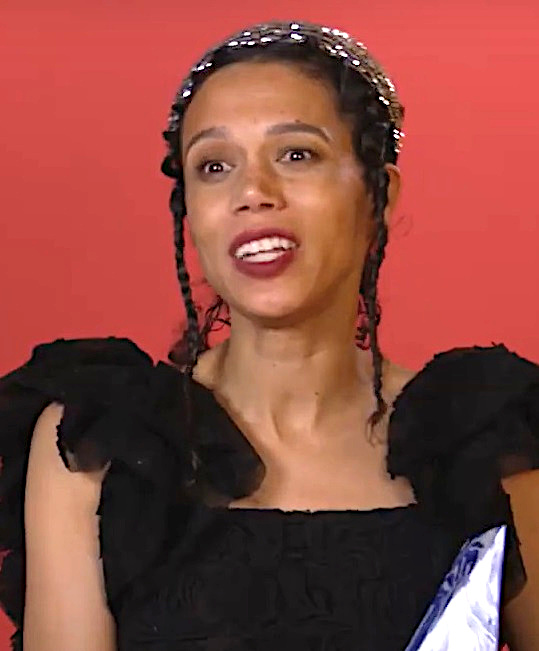
Vinette Robinson (* 1981)

###### Robinson, W
- Robinson, Wayne (* 1958), US-amerikanischer Basketballspieler
- Robinson, Wendy Raquel (* 1967), US-amerikanische Schauspielerin
- Robinson, Wilbert (1863–1934), US-amerikanischer Baseballspieler und -manager
- Robinson, William (1693–1751), britischer Politiker
- Robinson, William (1870–1940), britischer Schwimmer
- Robinson, William (* 1936), australischer Maler, Lithograf und Kunstpädagoge
- Robinson, William Benjamin (1797–1873), kanadischer Pelzhändler und Politiker
- Robinson, William Cleaver Francis (1834–1897), britischer Kolonialbeamter
- Robinson, William Erigena (1814–1892), US-amerikanischer Jurist und Politiker
- Robinson, William Heath (1872–1944), englischer Zeichner, Illustrator und Karikaturist
- Robinson, William I. (* 1959), US-amerikanischer Sozial- und Politikwissenschaftler
- Robinson, William Leefe (1895–1918), britischer Militärpilot im Ersten Weltkrieg

###### Robinson, Z
- Robinson, Zuleikha (* 1977), britische SchauspielerinZuleikha Robinson (* 1977)

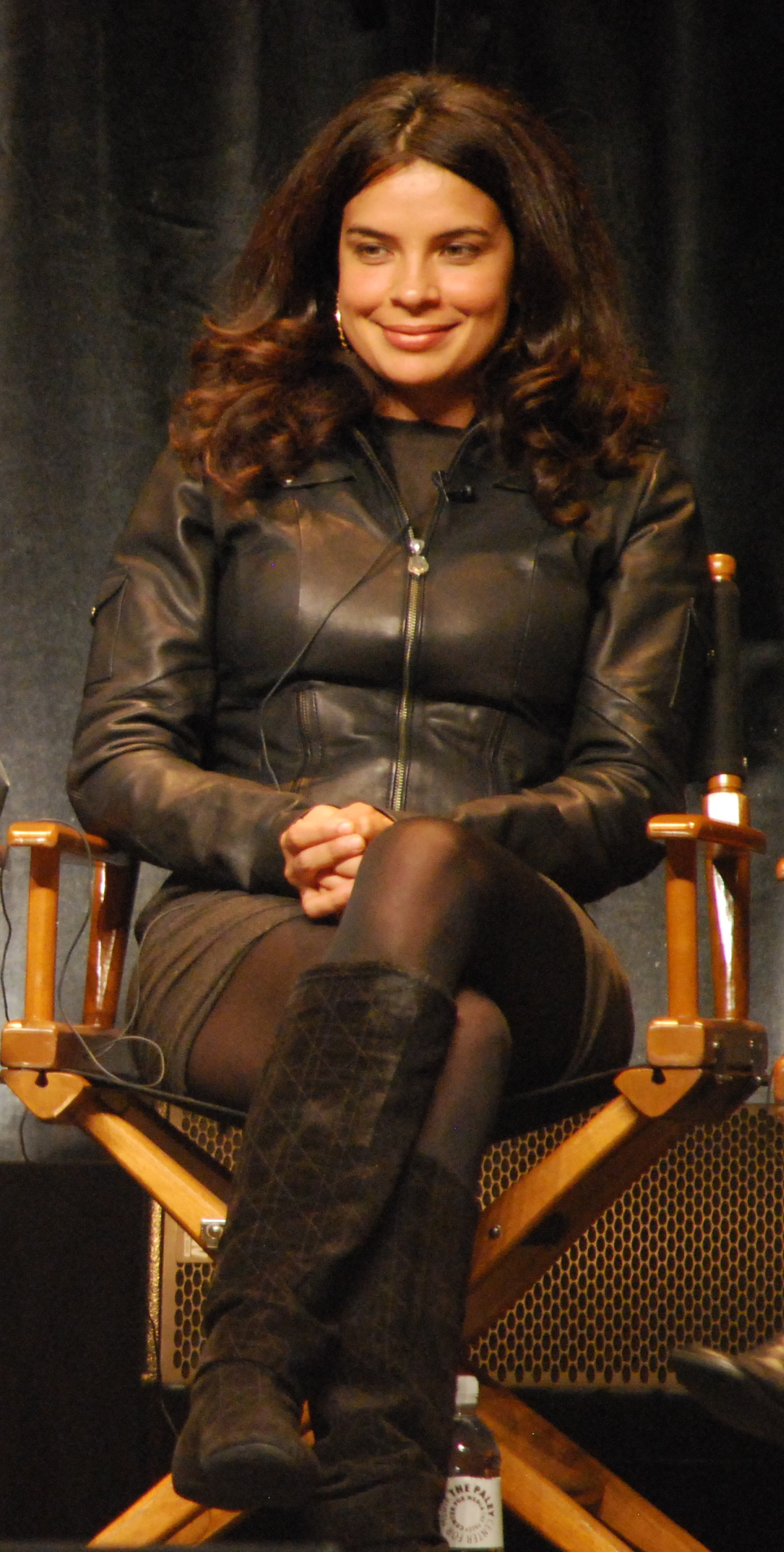
Zuleikha Robinson (* 1977)

###### Robinson-B
- Robinson-Baker, Nick (* 1987), britischer Wasserspringer

###### Robinson-M
- Robinson-Morris, Matthew, 2. Baron Rokeby (1713–1800), englischer Adeliger und Exzentriker

#### Robinu
- Robinus von Sayn, Domherr in Münster

#### Robinz
- Robinzine, Kevin (* 1966), US-amerikanischer Leichtathlet und Olympiasieger

### Robiq
- Robiquet, Pierre-Jean (1780–1840), französischer Chemiker

### Robis
- Röbisch, Annedore (* 1962), deutsche Bogenschützin
- Robisch, Rebecca (* 1988), deutsche Triathletin
- Robischon, Rolf (1907–1989), deutscher Architekt
- Robison, Arthur (1883–1935), deutscher Filmregisseur und Drehbuchautor
- Robison, Carson (1890–1957), US-amerikanischer Old-Time- und Country-Musiker
- Robison, David Fullerton (1816–1859), US-amerikanischer Politiker
- Robison, Emily (* 1972), US-amerikanische MusikerinEmily Robison (* 1972)

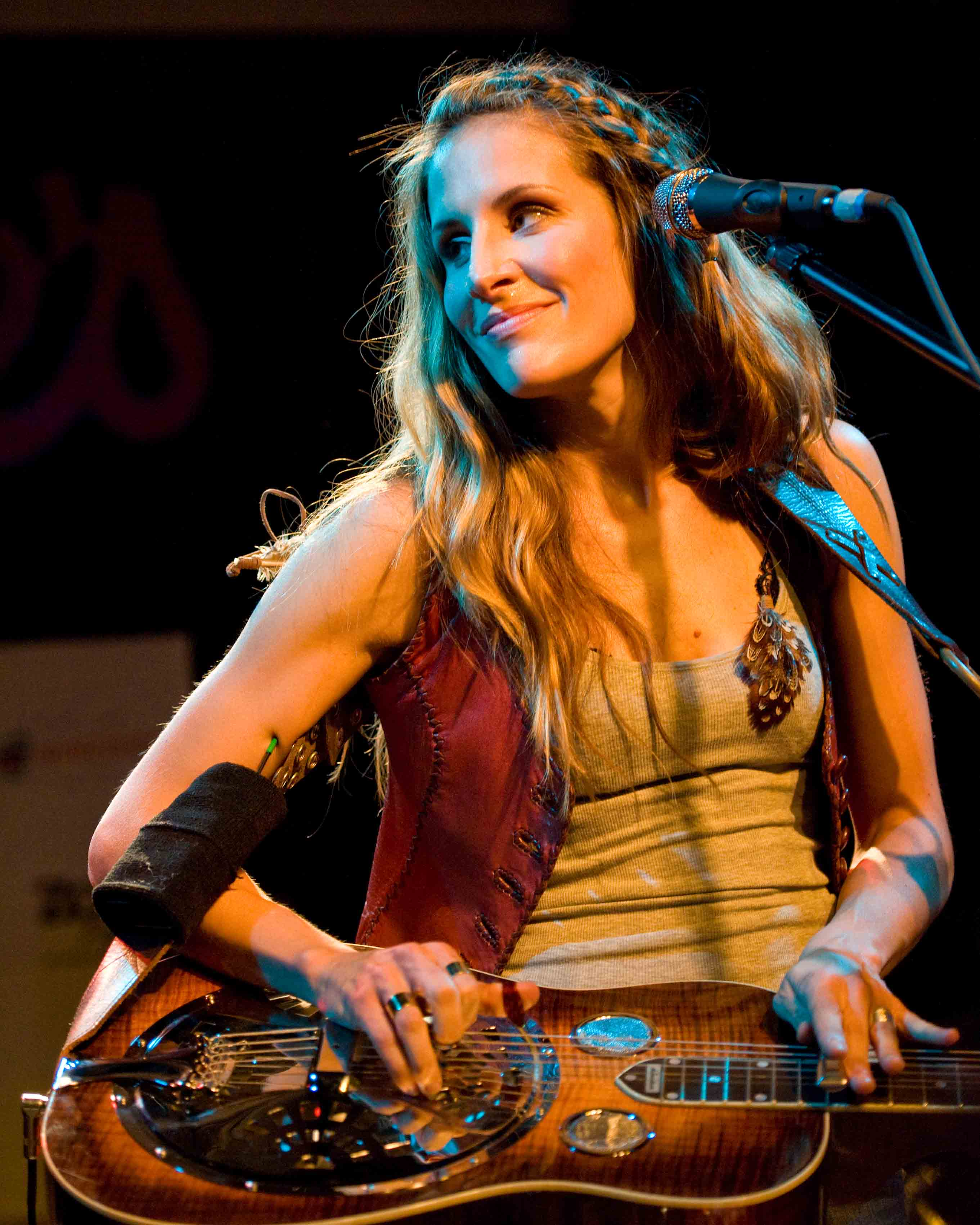
Emily Robison (* 1972)

- Robison, Howard W. (1915–1987), US-amerikanischer Politiker
- Robison, John (1739–1805), schottischer Mathematiker und Physiker
- Robison, Larry (1957–2000), US-amerikanischer Mehrfachmörder
- Robison, Paula (* 1941), US-amerikanische Flötistin und Musikpädagogin
- Robison, Richard A. (* 1933), US-amerikanischer Paläontologe
- Robison, Samuel (1867–1952), US-amerikanischer Admiral; Oberbefehlshaber der US-Flotte
- Robison, Shona (* 1966), schottische Politikerin und Mitglied der Scottish National Party (SNP)
- Robison, Willard (1894–1968), US-amerikanischer Musiker und Komponist

### Robit
- Robitaille, Kevin, kanadischer Snookerspieler
- Robitaille, Luc (* 1966), kanadischer Eishockeyspieler und -funktionär
- Robitaille, Nathan, kanadischer Tontechniker
- Robitaille, Nathaniel (* 1992), US-amerikanischer American-Football-Spieler
- Robitaille, Randy (* 1975), kanadischer Eishockeyspieler
- Robitaille, Stéphane (* 1970), kanadischer Eishockeyspieler
- Robitaille, Théodore (1834–1897), kanadischer Politiker und Arzt, Vizegouverneur von Québec
- Robitel, Adam (* 1978), US-amerikanischer Schauspieler
- Robitsch, Karl (1934–2011), deutscher Herausgeber
- Robitschek, Adolf (1853–1934), österreichischer Musikverleger und Musikalienhändler
- Robitschek, Kurt (1890–1950), österreichischer Kabarettist und Theater-Direktor
- Robitschek, Robert (1874–1967), tschechisch-deutscher Dirigent, Komponist und Musikpädagoge
- Robitschko, Eduard (1915–1999), österreichischer Bildhauer
- Robitschko, Larissa (* 1997), österreichische Miss Austria 2019
- Robitsek, Béla (1882–1961), österreichischer Fußballspieler
- Robitsek, Viktor (1877–1942), österreichischer Geiger
- Robitzek, Edward H. (1912–1984), US-amerikanischer Mediziner
- Robitzky, Miguel (* 1997), deutscher Karikaturist, Autor, Grafikdesigner und Puppenspieler
- Robitzky, Niels (* 1969), deutscher Choreograph und Hip-Hop-Tänzer
- Robitzsch, Detlef (* 1954), deutscher Fußballspieler
- Robitzsch, Max (1887–1952), deutscher Meteorologe und Polarforscher